# Episodi di Maison Ikkoku - Cara dolce Kyoko

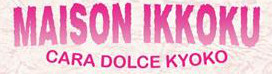
Logo italiano della serie

Lista degli episodi di Maison Ikkoku - Cara dolce Kyoko, anime tratto dall'omonimo manga di Rumiko Takahashi, trasmesso in Giappone su Fuji TV dal marzo 1986 al marzo 1988. In Italia è andato in onda su Junior TV in due tranche: la prima, comprendente gli episodi dal 1 al 52, è stata trasmessa da gennaio 1990; la seconda parte degli episodi (dal 53 al 96) nel corso del 1993.
I diritti della serie in italiano sono stati acquisiti dalla Yamato Video, che li ha pubblicati in quattro box per complessivi 16 DVD.

## Lista episodi
| Nº | Titolo italiano Giapponese 「Kanji」 - Rōmaji - Traduzione letterale | In onda           | In onda        |
| Nº | Titolo italiano Giapponese 「Kanji」 - Rōmaji - Traduzione letterale | Giapponese        | Italiano       |
| 1  | Incontro fatale 「お待たせしました！私が音無響子です!!」 - Omata seshimashita! Watashi ga Otonashi Kyōko desu!! – "Scusate se vi ho fatto attendere! Io sono Kyoko Otonashi!" | 26 marzo 1986     | 1990           |
| 1  | Yūsaku Godai è uno studente che si sta preparando per gli esami di ammissione all'università. Abita alla Maison Ikkoku, e sta pensando di trovare un nuovo alloggio perché i suoi vicini Akemi Roppongi, Yotsuya e la signora Ichinose gli impediscono di studiare con le loro feste che organizzano nella sua stanza. Un freddo giorno d'inverno arriva il nuovo amministratore dell'albergo: si tratta di Kyōko Otonashi, una bella ragazza che si trasferisce alla Maison Ikkoku per gestirla al meglio. L'incontro con Kyoko farà cambiare idea a Godai, e lascerà perdere il suo proposito di trasferirsi. |                   |                |
| 2  | Regalo di Natale 「恋の火花パチパチ！響子さんは誰が好き」 - Koi no hibana pachi-pachi! Kyōko-san wa darega suki – "Scintille d'amore! Chi piace alla signorina Kyoko?" | 2 aprile 1986     | 1990           |
| 2  | Vigilia di Natale, Godai ha comprato un regalo per Kyoko ma non riesce a darglielo per via della sua timidezza. Kyoko è sul tetto per ripararlo e si addormenta. Godai la raggiunge quando inizia a piovere per farla scendere, ma Kyoko si sveglia bruscamente ed inizia a correre pensando di essere in giardino: Godai la blocca un attimo prima che cada dal tetto. Durante la notte Akemi, per sbaglio, entra nella camera di Godai e lo scaccia: Kyoko ospita il ragazzo nella sua stanza. Il momento sembra favorevole per Godai per dare il suo regalo a Kyoko, ma viene interrotto dal piccolo Kentaro che entra per sbaglio nella stanza: riuscirà a darglielo la mattina di Natale? |                   |                |
| 3  | Tempo di esami 「暗やみでドッキドキ響子さんと二人きり」 - An yamide dokkidoki Kyōko-san to futari kiri – "Batticuore nell'oscurità. Io e la signora Kyoko tutti soli" | 9 aprile 1986     | 1990           |
| 3  | Godai non è riuscito a dare il suo regalo a Kyoko, e siamo arrivati alla vigilia dell’esame per l’ammissione all’università. Il ragazzo è preoccupato e deve studiare: Kyoko fa di tutto per evitargli fastidi da parte degli altri inquilini. Per tutta la giornata, nonostante gli sforzi di Kyoko, Godai non riesce a studiare per il baccano: la sera la situazione si normalizza dopo una sfuriata di Kyoko, ma un black-out improvviso lo blocca di nuovo. Kyoko e Godai riparano l’impianto elettrico: purtroppo nessuno riuscirà a dormire perché le campane dell’orologio della Maison Ikkoku suoneranno per tutta la notte. La mattina successiva Godai, stanco e poco preparato, parte per fare l’esame: riuscirà a superarlo? |                   |                |
| 4  | L'incoraggiamento di Kyoko 「響子さんハラハラ?!五代くんは受験です」 - Kyōko-san hara-hara?! Godai-kun wa juken desu – "Kyoko ha il cuore in gola! Godai ha gli esami d'ammissione!" | 16 aprile 1986    | 1990           |
| 4  | Il programma degli esami è pieno di impegni per Godai: ogni giorno un difficile test, e dovrà riuscire a superarne almeno uno per essere ammesso all’università. Tutte le mattine Kyoko, al momento della partenza del ragazzo per l’esame, lo incoraggia a dare il meglio di sé. Godai è felice del suo interesse, ma gli altri inquilini della Maison Ikkoku pensano che Kyoko si sia innamorata di lui. La voce circola sempre più insistentemente, nonostante le secche smentite di Kyoko, ed arriva anche alle orecchie di Godai. I giorni passano, Godai non ha ancora superato un test e Kyoko è delusa dal suo comportamento: il giorno dell’ultima prova lo accompagnerà all’università per controllare che si impegni seriamente. |                   |                |
| 5  | La nonna di Godai 「響子さんヤキモキ！五代くんが家出した」 - Kyōko-san yakimoki! Godai-kun ga iede shita – "La signora Kyoko è in pensiero! Godai è scappato di casa" | 23 aprile 1986    | 1990           |
| 5  | È trascorsa una settimana dall'ultimo test di ammissione, e Godai non è ancora rientrato a casa: ha deciso di rimanere dal suo amico Sakamoto fino a quando non saranno usciti i risultati degli esami. Kyoko è molto preoccupata, ed improvvisamente riceve una telefonata da parte di Yukari Godai, la nonna del ragazzo. L'anziana signora è venuta a trovare il nipote, con l'intenzione di riportarselo a casa se non avesse passato gli esami di ammissione. Kyoko cerca di nasconderle l'assenza del nipote, ma Akemi e Yotsuya fanno sapere alla signora che Godai è fuori casa. L'indomani Kyoko e Yukari vanno a controllare i quadri con i risultati degli esami: qui trovano Godai che, con grande soddisfazione, vede che è stato ammesso all'università privata. |                   |                |
| 6  | Un doloroso segreto 「春はショッキング！響子さんの秘密!!」 - Haru wa shokkingu! Kyōko-san no himitsu!! – "Una primavera scioccante! Il segreto della signora Kyoko!!" | 30 aprile 1986    | 1990           |
| 6  | Kyoko è più tranquilla sapendo che Godai è riuscito ad entrare all'università: ora è meno espansiva nei suoi confronti e lo tratta come gli altri inquilini. Una mattina riceve una telefonata da parte del proprietario della Maison Ikkoku che a breve verrà a trovarla. La domenica seguente l'uomo si presenta all'albergo in compagnia della nipotina Ikuko, e tutti si accorgono che c'è qualcosa di strano quando Kyoko lo chiama "papà". Kyoko, Ikuko ed il padrone dell'albergo vanno a visitare un cimitero, e Godai li accompagna: qui scoprirà che l'uomo è il signor Otonashi, padre di Soichiro che è morto un anno e mezzo dopo aver sposato Kyoko. Godai ignorava il passato di Kyoko, e che lei (anche se giovanissima) fosse già vedova: finalmente comprende perché spesso era triste. |                   |                |
| 7  | Ricordo di Soichiro 「五代くん悩みます！響子さんの好きな人」 - Godai-kun nayami masu! Kyōko-san no suki na nin – "Godai è tormentato! La persona che piace a Kyoko" | 7 maggio 1986     | 1990           |
| 7  | La visita al cimitero ha risvegliato in Kyoko l’amore per Soichiro, ed è spesso malinconica ripensando ai momenti felici vissuti insieme a lui. Ichinose cerca di convincere Kyoko a frequentare altri uomini ma lei rifiuta: non ha alcuna intenzione di risposarsi. Il signor Otonashi vuole che Godai dia delle ripetizioni a Ikuko. Kyoko non è molto convinta, dopo che Akemi e Ichinose le hanno detto che il ragazzo sarebbe poco affidabile (non accorgendosi che la stavano prendevano in giro), ma alla fine accetta la richiesta del suocero. Godai si dimostra all’altezza del compito, e Ikuko gli fornisce informazioni sul passato di Kyoko. Al rientro a casa Kyoko lo attende: Godai riuscirà a strapparle un sorriso e a dissipare (anche se per poco) la malinconia che la affligge. |                   |                |
| 8  | Una bella sbornia 「五代くんいけない絶叫やる時はやります！」 - Godai-kun ikenai zekkyō yaru toki hayarimasu! – "Godai, un rimprovero che non andava fatto!" | 14 maggio 1986    | 1990           |
| 8  | Godai è giù di morale perché non riesce a confidare a Kyoko il suo amore. Approfittando di una lezione saltata va a bere con Sakamoto; i due si ubriacano pesantemente e Godai comincia a sparlare sui suoi sentimenti per Kyoko. I due tornano a casa, e qui Kyoko assiste alla dichiarazione d’amore verso di lei che Godai fa al mondo intero. Subito dopo il ragazzo si porta Kyoko in camera, e appena entrato nella stanza si addormenta. La mattina seguente Kyoko è turbata per quanto accaduto, Godai e Sakamoto non ricordano niente e Yotsuya fornisce una versione dei fatti (inventata) che dipinge Godai come un maniaco. Godai tenta di scusarsi con Kyoko, che vuole sapere se quanto le ha detto la sera prima è vero: la timidezza del giovane gli fa dire l’opposto di quello che prova, ed una delusa Kyoko promette al defunto Soichiro che non si innamorerà mai più. |                   |                |
| 9  | Il rubacuori 「謎のテニスコーチは恋のライバルです！」 - Nazo no tennis coach wa koi no rival desu! – "Il misterioso maestro di tennis è un rivale in amore!" | 21 maggio 1986    | 1990           |
| 9  | Kyoko, dopo i fatti accaduti nella notte della sbronza di Godai, è molto fredda con lui e non gli parla più. Per risollevarle il morale le sue amiche invitano lei e Ichinose a giocare a tennis. Kyoko accetta l'invito: il gioco le piace ed è piuttosto brava, ed al campo da tennis conoscerà l'affascinante Mitaka, il maestro del suo corso. Mitaka non è insensibile a Kyoko e subito se ne invaghisce; dopo una lezione Ichinose spinge Kyoko ad invitare Mitaka a bere qualcosa con loro senza dirle che verranno anche Yotsuya e Godai. Il gruppo si ritrova al Cha-Cha Maru, il bar dove lavora Akemi; qui Godai dirà a Kyoko che le sue parole della notte della sbronza erano sincere e che lui la ama veramente. Kyoko scappa, inseguita da Mitaka: gli confida di essere vedova e di voler rispettare la memoria di Soichiro. Mitaka le dice che, se ora non è disposta ad avere altri uomini, lui può attendere tutto il tempo che le sarà necessario. |                   |                |
| 10 | Una gita al mare 「渚のラブパニック！ライバルは犬嫌い!!」 - Nagisa no rabupanikku! Raibaru wa inu kirai!! – "Love Panic sulla battigia! Il rivale odia i cani!" | 28 maggio 1986    | 1990           |
| 10 | In una calda giornata estiva Godai propone al piccolo Kentaro, triste perché non può fare le vacanze, di andare con lui in gita al mare. Kentaro è entusiasta ed estende l'invito anche a Kyoko che, dopo qualche tentennamento, accetta. Al momento della partenza si aggregano anche Ikuko, Mitaka, ed il cane Soichiro. Mitaka ha il terrore dei cani, e durante il viaggio inizia a sentirsi male perché Soichiro è molto affettuoso nei suoi confronti. Dopo un rocambolesco viaggio la giornata al mare scorre tranquilla, con Godai e Mitaka che cercano di rimanere da soli con Kyoko aiutati (o danneggiati) dalla presenza di Soichiro. Al momento del rientro Mitaka non è in grado di guidare perché sopraffatto dalla sua fobia: sarà Kyoko a riportare tutti a casa (è l'unica che ha la patente), ma lei non ha mai guidato dopo aver superato l'esame... |                   |                |
| 11 | Delusione d'amore 「賢太郎の初恋！愛があれば年の差なんて」 - Kentarō no hatsukoi! Ai ga areba nen no sa nante – "Il primo amore di Kentaro! Se c'è amore, la differenza d'età non conta" | 4 giugno 1986     | 1990           |
| 11 | Ikuko ha bisogno di alcune lezioni di recupero, e verrà alla Maison Ikkoku per studiare da Godai. Kentaro è felice, ha un'occasione per stare insieme a Ikuko (che gli piace) ed è disposto anche a rimanere a casa per studiare. Kyoko invita a cena Godai per ringraziarlo per quello che fa per la nipotina. Godai, felicissimo, accetta l'invito: è la prima volta che la donna che ama cucina per lui. Durante la cena, estesa anche a Kentaro e Ikuko, i ragazzi avranno una cocente delusione: Kyoko ha preparato il piatto preferito da Soichiro pensando a lui, ed Ikuko dice di avere un ragazzo. Dopo la cena Kyoko accompagna Ikuko alla stazione: Godai e Kentaro ne approfittano per fare due passi ed annegare i loro dispiaceri in una sana aranciata. |                   |                |
| 12 | Gelosia 「恋のスクランブル！好きって言ってたのに…」 - Koi no sukuranburu! Sukitte itsutte tano ni… – "Scramble d'amore! E dire che mi aveva detto che gli piacevo..." | 11 giugno 1986    | 1990           |
| 12 | Kyoko esce con Mitaka per assistere ad un concerto, scombinando i piani di Godai che aveva deciso di invitarla al cinema. Il ragazzo arriva a casa giusto in tempo per assistere alla partenza dei due, e deluso si reca in città. Qui incontra Kozue, una sua ex collega: Godai la invita al cinema per sfruttare i biglietti che aveva già comprato, la ragazza crede che sia interessato a lei ed accetta entusiasta. I due incontrano Mitaka e Kyoko, e quando lei li vede è preda della gelosia: si sente presa in giro per la dichiarazione che Godai le ha fatto e decide di trascorrere tutta la serata con Mitaka. Nel frattempo Godai, dopo che ha cercato di tenere a freno l’irruenza di Kozue che pensa di essere la sua ragazza, torna a casa ed in preda all’agitazione attende il rientro di Kyoko. |                   |                |
| 13 | Le fidanzate di Godai 「モテモテ五代くん？桃色電話にご用心!」 - Mote-mote Godai-kun? Momoiro den'wa nigo yōjin! – "Godai il rubacuori? Attenzione alle telefonate piccanti!" | 18 giugno 1986    | 1990           |
| 13 | Godai entra a far parte del club delle marionette, grazie soprattutto all'insistenza e all'avvenenza della responsabile. Il gruppo è composto da tre ragazze ed un uomo, e quando intuiscono che Godai è innamorato dell'amministratrice del suo alloggio iniziano a telefonare alla Maison Ikkoku chiedendo di lui. Kyoko, che ha il telefono della sua stanza, assiste alle chiamate che Godai riceve: sotto la cortesia che le richiede il suo ruolo cova la rabbia e la gelosia per quanto sta accadendo. Ichinose assiste ad un incontro tra Godai e Kozue, con la ragazza che scoppia in lacrime, e racconta tutto a Kyoko. Godai vorrebbe spiegare la situazione a Kyoko, ma lei non sente ragioni: ci riuscirà soltanto telefonandole (usando il telefono pubblico appena installato alla Maison Ikkoku, a pochi metri dalla stanza di Kyoko) e le farà capire che per lui non ci sono altre ragazze oltre a lei. |                   |                |
| 14 | Il primo appuntamento 「やったね五代くん！響子さんと初デート」 - Yattane Godai-kun! Kyōko-san to hatsu dēto – "Ce l'hai fatta, eh, Godai! Il primo appuntamento con la signora Kyoko" | 25 giugno 1986    | 1990           |
| 14 | Con i soldi guadagnati dando ripetizioni a Ikuko, Godai può invitare Kyoko ad uscire con lui. La ragazza accetta, anche perché pensa che Godai voglia festeggiare il suo primo anno di presenza alla Maison Ikkoku. Purtroppo il locale scelto da Godai per il suo appuntamento ha lo stesso nome di un altro bar, dove gli inquilini della Maison Ikkoku si ritrovano con Mitaka per festeggiare e dove si reca anche Kyoko. Godai e Kyoko si ritroveranno dopo varie peripezie (tra cui una falsa voce messa in giro da Sakamoto di un appuntamento tra Godai e Kozue) solo alla chiusura del locale. Kyoko è disperata per aver fatto aspettare Godai e non essersi fidata di lui, ma Godai le dice di averla perdonata: di ritorno a casa, per dimostrarglielo, tenta di baciarla ma ottiene uno schiaffo da Kyoko. |                   |                |
| 15 | Il teatro delle marionette 「あぶない二人の人形劇！僕もうダメです」 - Abunai futari no ningyōgeki! Boku mō dame desu – "Un pericoloso spettacolo di burattini per entrambi!" | 2 luglio 1986     | 1990           |
| 15 | Fervono i lavori al club delle marionette in vista del festival del college. Kyoko chiede a Godai se può venire con lui al college perché vuole vivere l'atmosfera del festival, un'esperienza nuova per lei che ha concluso gli studi al liceo. I due non saranno soli, tutti gli inquilini della Maison Ikkoku andranno al festival; Godai comunque è occupato con le recite. Al termine di una delle repliche una delle attrici se ne va e Kyoko (che aveva raggiunto lo stand delle marionette per assistere alla spettacolo) reciterà fianco a fianco con Godai. L'emozione di stare accanto alla sua amata gioca un brutto scherzo a Godai che sbaglia tutte le battute della recita: il pubblico comunque apprezza ed il club delle marionette ottiene un grande successo. |                   |                |
| 16 | Mai dire no 「お見舞パニック！倒れても好きな人」 - Omimai panikku! Taore temo suki na nin – "Visite da panico! Anche se infortunata, mi piace lo stesso" | 9 luglio 1986     | 1990           |
| 16 | Godai è vittima di una serie di eventi sfortunati e secondo Sakamoto tutto dipende dal fatto che ha rotto le bacchette per il cibo, evento considerato particolarmente infausto. Kyoko si sloga una caviglia giocando a tennis con Mitaka, che subito la accompagna in ospedale e la riporta a casa per prendersene cura. Godai rientra tardi, e appena vede che Kyoko si è fatta male pensa che sia sua la colpa di quanto è accaduto. Il giorno seguente tutti gli inquilini della Maison Ikkoku si impegnano per accudire Kyoko, perfino Godai si preoccuperà di prepararle la cena al suo rientro a casa. Kyoko mangia il cibo che le ha preparato Godai, senza dirgli che aveva già cenato due volte perché Mitaka aveva già cucinato per lei e Akemi e Yotsuya le avevano portato dei dolcetti. Mitaka e Godai si ritroveranno nella stanza di Kyoko per tenerle compagnia: dopo uno scambio di battute i due saranno subito ai ferri corti, ed entrambi faranno di tutto per conquistare l'attenzione e l'amore di Kyoko. |                   |                |
| 17 | Il primo amore 「響子さんの初恋物語雨の日はいつも…」 - Kyōko-san no hatsukoi monogatari ame no nichi haitsumo… – "La storia del primo amore della signora Kyoko." | 16 luglio 1986    | 1990           |
| 17 | Giornata di pioggia, ci si sente malinconici ed è più facile pensare al passato. Godai ricorda la sua infanzia e la prima volta che si è innamorato, Kozue riaccompagna a casa Kyoko che era uscita senza ombrello. Mentre le ragazze attendono il ritorno di Godai si lasciano andare alle confidenze; Kozue dice che rivede in Godai il suo primo amore, e Kyoko inizia a parlare dei suoi tempi del liceo e della sua storia con Soichiro, il suo primo amore. Suo marito era uno dei professori del liceo che frequentava, e con la complicità delle compagne di classe la storia tra i due è diventata sempre più importante fino ad arrivare al loro matrimonio. Il tempo passa, e Kozue rientra a casa senza vedere Godai. Quando il ragazzo rientra alla Maison Ikkoku Kyoko gli dice che farebbe bene a scusarsi con Kozue che lo ha atteso invano. |                   |                |
| 18 | Una romantica sciarpa 「響子さんの贈り物エッ？これを僕に!?」 - Kyōko-san no okurimono etsu? Kore wo boku ni!? – "Un regalo della signora Kyoko. Eh? Questa... a me?" | 23 luglio 1986    | 1990           |
| 18 | Godai anche se è a corto di soldi acquista un regalo di Natale per Kyoko, che da alcuni giorni non esce dalla sua stanza e non si fa vedere. Godai riceve una telefonata da Kozue: la ragazza lo invita ad uscire per regalargli un berretto che ha fatto con le sue mani. Il giovane, in colpa perché non ha niente per ricambiare, le offre il regalo che era destinato a Kyoko. Al rientro a casa lo attende Kyoko, che gli regala una sciarpa fatta da lei. Godai è al settimo cielo per il dono ricevuto dalla sua amata e riuscirà a trovare il modo di ricambiare il regalo senza spendere un soldo, ma quando si accorge che anche Mitaka e gli altri inquilini hanno avuto un dono da Kyoko si sente un po’ deluso: forse le cose andranno meglio il prossimo Natale... |                   |                |
| 19 | Finalmente soli 「五代と響子！二人の夜は危険がいっぱい」 - Godai to Kyōko! Futari no yoru ha kiken ga ippai – "Godai e Kyoko! La loro notte è densa di pericoli!!" | 30 luglio 1986    | 1990           |
| 19 | In occasione delle feste per l’inizio del nuovo anno la Maison Ikkoku si svuota: Ichinose, suo marito e Kentaro tornano dai loro parenti e Yotsuya parte per una vacanza. Akemi, Kyoko e Godai festeggeranno insieme il capodanno, ma all’ultimo momento Akemi parte per la montagna. Kyoko sarà da sola con Godai, e sapendo cosa prova il ragazzo per lei è un po’ preoccupata ma trascorrerà comunque la serata con lui. Quando Godai si rende conto di essere da solo con Kyoko capisce di avere un’occasione per baciarla. I suoi tentativi si rivelano piuttosto maldestri a causa della timidezza, e la serata scorre in un clima di tensione tra i due che si allenta soltanto al momento della cena. Alla mezzanotte Godai, deluso per aver perso l’occasione, torna nella sua camera: Kyoko è felice perché si è resa conto che è riuscito a comportarsi da gentiluomo e si presenta in kimono davanti alla stanza di Godai per chiedergli se vuole accompagnarla a pregare al tempio. Nella fredda nottata, mentre suonano ancora i tradizionali 108 rintocchi della campana, i due si incamminano verso il tempio: Godai dice che pregherà per un anno felice, ma in realtà chiederà di avere sempre Kyoko al suo fianco. |                   |                |
| 20 | Una vacanza sfortunata 「響子さんイライラ!?帰らない五代君の謎」 - Kyōko-san ira-ira!? Kaera nai Godai-kun no nazo – "La signora Kyoko si sta innervosendo?! Il mistero di Godai che non ritorna" | 6 agosto 1986     | 1990           |
| 20 | Dopo aver festeggiato il capodanno Godai è partito per andare dai genitori e gli altri inquilini della Maison Ikkoku sono rientrati. Godai ha un piccolo incidente giocando a rugby e si è fatto un occhio nero; non ha intenzione di rientrare a casa finché il livido non si sia riassorbito. Kyoko, che attendeva con ansia il suo ritorno, riceve la chiamata del ragazzo che comunica che rientrerà con qualche giorno di ritardo. L'assenza di Godai rende Kyoko e gli altri inquilini più tristi. Ichinose e Akemi chiedono a Kyoko se senta la mancanza di Godai; Kyoko nega con forza, ma non riesce a convincere le due donne che sono sempre più convinte che tra lei e Godai ci sia qualcosa. Dopo un nuovo rinvio Godai torna finalmente a casa, anche se ha il volto ancora più segnato perché ha avuto un altro incidente; al suo rientro Kyoko prima si nega, ma quando scopre il motivo dell'assenza di Godai non può far altro che scoppiare a ridere insieme a lui. |                   |                |
| 21 | La gatta 「五代くんパニック！一刻館の子猫物語!!」 - Godai-kun panikku! Ikkoku-kan no koneko monogatari!! – "Godai nel panico! La storia del gattino di casa Ikkoku" | 13 agosto 1986    | 1990           |
| 21 | Sakamoto, che partirà per una vacanza di una settimana, riesce a convincere Godai ad occuparsi della sua gatta nonostante varie difficoltà: alla Maison Ikkoku gli animali domestici possono entrare solo con il permesso dell’amministratore e Godai non vuole dirlo a Kyoko. Le resistenze di Godai cadono quando la gatta si affeziona a lui, e soprattutto quando scopre che Sakamoto l’ha chiamata Kyoko! I giorni passano con molte difficoltà: Yotsuya e Akemi sanno che Godai ospita un gatto e per reggergli la parte sono costretti ad inventare delle bugie con Kyoko; la gatta, inoltre, risponde solo se chiamata per nome. Nascono molti equivoci, soprattutto quando Godai dice a Sakamoto che Kyoko trascorre le notti nel suo letto: lui parla della gatta, ma Ichinose crede che sia l’amministratrice! Una sera la gatta scappa: Kyoko scopre che Godai ospita un animale e che la gatta si chiama come lei; gli equivoci si chiariscono e tutti si mettono alla ricerca della gatta che si era rifugiata nella cuccia di Soichiro, il cane di Kyoko. |                   |                |
| 22 | Il peso della famiglia (parte 1) 「大ショック五代くん！響子さんの引退宣言」 - Dai shock Godai-kun! Kyōko-san no intaisengen – "Godai, grande Shock! La signora Kyoko si dimette." | 20 agosto 1986    | 1990           |
| 22 | Godai, rientrando a casa, scorge uno strano uomo che lo segue. Preoccupato avvisa Kyoko, che si rende conto che l’uomo (che scappa senza fermarsi a parlare con i due) è suo padre. La sera Kyoko riceve una telefonata della madre che la invita da loro per un colloquio. I rapporti tra i tre non sono buoni: Kyoko si è sposata senza il consenso del padre ed ora che è rimasta vedova i genitori vogliono che torni con loro e si trovi un nuovo lavoro. Dopo una furiosa litigata Kyoko torna a casa, intenzionata a rimanere alla Maison Ikkoku nonostante le varie difficoltà che incontra nel gestire la pensione. Alcuni giorni dopo Kyoko non è rientrata a casa: Godai e gli altri inquilini sono preoccupati, e ricevono la visita della madre di Kyoko che gli comunica che sua figlia lascerà per sempre il suo lavoro e la sua abitazione alla Maison Ikkoku. |                   |                |
| 23 | Il peso della famiglia (parte 2) 「響子さん危機一髪！恐るべき母の陰謀!!」 - Kyōko-san kiki ippatsu! Osoru beki haha no inbō!! – "Signora Kyoko, c'è mancato davvero poco! Il terribile complotto della madre!!" | 27 agosto 1986    | 1990           |
| 23 | Insieme alla madre di Kyoko sono arrivati i facchini della ditta di traslochi che, nel giro di poche ore, svuotano l'appartamento dell'amministratore. Gli inquilini sono sconvolti, soprattutto Godai che è pietrificato e non fa che piangere pensando che non rivedrà più Kyoko. La ragazza, però, non sapeva niente: tutti sono usciti, solo Yotsuya si è attardato e le spiega cosa è successo. Kyoko, furiosa, va a chiarirsi con i genitori; al suo rientro trova tutti gli inquilini nella sua stanza ancora spoglia che capiscono che lei non ha alcuna intenzione di andarsene e si lasciano andare a festeggiamenti (con Godai che si abbandona ad un pianto liberatorio). La madre di Kyoko tenta di riportarsela a casa con una sporca menzogna, ma l'unico risultato che ottiene è quello di far arrabbiare ulteriormente una Kyoko sempre più intenzionata a rimanere alla Maison Ikkoku. |                   |                |
| 24 | Il primo bacio 「五代くんドギマギ！こずえと初キッス!?」 - Godai-kun dogimagi! Kozue to hatsu kiss!? – "Godai non sa cosa fare! Il primo bacio con Kozue?!" | 3 settembre 1986  | 1990           |
| 24 | In una fresca giornata primaverile si intrecciano due storie: Godai accetta di uscire con Kozue (non sapendo che la ragazza ha intenzione di portarlo a casa sua per farlo conoscere ai suoi genitori) e Kyoko ricorda l'anniversario della morte di Soichiro con una visita al cimitero in compagnia del suocero e dei genitori. Godai è in vistoso imbarazzo, Kozue ha organizzato il loro incontro come la presentazione ufficiale del suo fidanzato e una volta rimasti da soli tenta di baciarlo. Godai sta per cedere, ma si blocca pensando che in questo modo direbbe addio per sempre a Kyoko. Nel frattempo il signor Otonashi dice a Kyoko che non è giusto che lei non voglia rifarsi una vita; nonostante le parole del suocero Kyoko continuerà a portare il cognome di Soichiro finché il suo cuore non le dirà una cosa diversa (provocando la rabbia dei genitori che alle parole di Otonashi tornano alla carica con l'intenzione di riportarsela a casa). |                   |                |
| 25 | Partita di tennis 「激闘！五代VS三鷹プロポーズ大作戦!!」 - Gekitō! Godai vs Mitaka puropozu daisakusen!! – "Godai contro Mitaka, la grande tattica delle proposte di matrimonio!!" | 10 settembre 1986 | 1990           |
| 25 | Godai assiste agli allenamenti di Kyoko e viene invitato a giocare una partita a tennis: lui e Kyoko sfideranno Mitaka e Ichinose. Durante la gara Mitaka, che aveva captato alcuni discorsi su quanto fosse depressa Kyoko, le chiede di diventare la sua compagna. Kyoko rifiuta la proposta, non sentendosi all’altezza di Mitaka, ma pensa che possano essere buoni amici. La domenica successiva Mitaka accompagna Kyoko al mare, dove le ripete la proposta: lei non dà alcuna risposta. Nello stesso tempo Godai incontra Kozue che lo accompagna a pranzare a casa sua; durante il pasto le parole di Godai fanno credere ai genitori di Kozue che sia intenzionato a sposare la figlia. Godai prende tempo: tornando a casa incontra Kyoko e le chiede di rimanere alla Maison Ikkoku almeno per altri cinque anni, il tempo che lui ritiene necessario per laurearsi e trovare un lavoro. |                   |                |
| 26 | Una vedova ostinata 「五代ボー然！響子のヤキモチ大爆発!!」 - Godai bo zen! Kyōko no yakimochi daiba kuhatsu!! – "Godai senza parole! Esplode la grande gelosia di Kyoko!!" | 17 settembre 1986 | 1990           |
| 26 | Dopo essersi incontrata con una sua amica Kyoko accetta il consiglio che tutti le danno: provare a rifarsi una nuova vita superando il dolore della morte di Soichiro. Al ritorno a casa valuta le opportunità che le offrono Godai e Mitaka, e durante le sue riflessioni scopre che Godai ha invitato Kozue nella sua camera. Ingelosita ed arrabbiata accetta l’invito di Mitaka ad uscire con lui; mentre si sta preparando Ichinose le racconta che tra Godai e Kozue non c’è niente di particolare. Kyoko è sempre più indispettita e si presenta all’appuntamento con Mitaka: mentre sta entrando nel locale vede il maestro di tennis abbracciato ad un’altra ragazza (in realtà era quasi svenuto e lei lo stava sostenendo). Kyoko, delusa, si ferma a giocare a pachinko: al ritorno a casa incontra Godai che le offre una mano per portare la spesa, ma lei rifiuta arrabbiata: ha completamente perso la fiducia negli uomini e pensa di rimanere ancora da sola. |                   |                |
| 27 | Soichiro, dove sei? 「消えた惣一郎!?思い出は焼鳥の香り」 - Kieta Sōichirō!? Omoide wa yakitori no kaori – "Soichiro è scomparso?! Il ricordo del profumo degli Yakitori." | 24 settembre 1986 | 1990           |
| 27 | Kyoko è in giro per la città con Soichiro; camminando incontra Kentaro che si offre di portare a spasso il cane. Kyoko rientra a casa tranquilla, ma dopo qualche ora il bimbo rientra chiedendole se Soichiro fosse già lì: il cane è scappato mentre attraversavano un passaggio a livello e non è riuscito a ritrovarlo. Kyoko è fiduciosa che Soichiro rientri presto e dice al piccolo di stare tranquillo. Il mattino seguente il cane non è a casa: Godai e Kentaro si danno molto da fare per ritrovarlo mentre Kyoko (anche se è convinta di rivederlo presto) comincia a ripensare ai momenti felici vissuti insieme al marito ed al cane e un po’ di malinconia riaffiora nel suo cuore. Finalmente Godai ritrova Soichiro; tornando a casa Kyoko li vede davanti a lei sulla collina che conduce alla Maison Ikkoku. Il sole al tramonto le fa credere che insieme al cane ci sia suo marito Soichiro, soltanto la luce del lampione che si accende la riporta alla realtà e lei potrà gioire di aver ritrovato il cane che rappresenta l’unico filo che la lega ancora al marito. |                   |                |
| 28 | Gara di atletica 「響子さんもビックリ私が賢太郎の父です」 - Kyōko-san mo bikkuri watashi ga Kentarō no chichi desu – "Anche la signora Kyoko ne è rimasta sorpresa. Io sono il padre di Kentaro" | 1º ottobre 1986   | 1990           |
| 28 | Il signor Ichinose ha raggiunto Kentaro e la moglie alla Maison Ikkoku. L'uomo ha perso il lavoro, e sta cercando una nuova occupazione. La scuola dove studia Kentaro organizza una serie di gare sportive ed una di queste (la corsa "a tre gambe a coppia") è riservata ai genitori dei bambini. Kentaro propone alla madre di partecipare, ma sembra che la donna non ne abbia voglia: il piccolo non rinuncia e chiede a Kyoko e Godai di partecipare al posto dei genitori. Godai è entusiasta mentre Kyoko ha qualche dubbio, ma accetterà per fare felice Kentaro. Il giorno della gara Kyoko e Godai si allenano insieme: purtroppo Godai si fa male ad una gamba e non potranno correre. Kentaro non può far altro che affidarsi ai genitori che, nonostante la mancanza di allenamento e con varie difficoltà, riusciranno a vincere la gara. |                   |                |
| 29 | In fondo al pozzo 「ハチャメチャ秋祭り響子さんと井戸の中」 - Hachamecha aki Matsuri Kyōko-san to ido no naka – "Il festival del pazzo autunno da cardiopalma." | 8 ottobre 1986    | 1990           |
| 29 | Kyoko ha una parte nel festival d'autunno, dovrà rimanere in fondo ad un pozzo aspettando la gente che passa per spaventarla. Nessuno però le ha detto che non doveva andare al pozzo originale perché troppo pericoloso: Yotsuya doveva avvisarla, ma si è fatto distrarre e non le ha detto niente. Kyoko si trova ora da sola in fondo ad un pozzo piuttosto profondo, in una zona isolata dove non passa nessuno a cui chiedere aiuto. Godai va al pozzo per cercare di salvarla, ma cade anche lui. La situazione è difficile, solo Mitaka (che voleva vedere la recita di Kyoko) può aiutarli ad uscire ma anche lui rimane bloccato nel pozzo. Altri passanti cercano di aiutare Kyoko e gli altri ad uscire, ma l'unico risultato che ottengono è quello di rimanere a loro volta bloccati. A fine serata tutti gli occupanti della Maison Ikkoku (compreso Soichiro) con Mitaka e Kozue saranno nel pozzo per dare vita ad una delle feste che, di solito, si tengono nella stanza di Godai. |                   |                |
| 30 | Il matrimonio di Kyoko 「エッ響子さん結婚!?五代くん涙の引越し」 - Etsu Kyōko-san kekkon!? Godai-kun namida no hikkoshi – "Eh? La signora Kyoko si sposa?! Godai, un trasloco segnato dalle lacrime" | 15 ottobre 1986   | 1990           |
| 30 | Una notizia sconvolge la quiete della Maison Ikkoku: sembra che Kyoko e Mitaka stiano organizzando il loro matrimonio! Alcune informazioni reperite da Ichinose ascoltando un discorso tra i due ed una telefonata ricevuta da Kyoko sembrano confermare la voce. Gli inquilini sono tristi, possibile che Kyoko li abbia tenuti all'oscuro di tutto? Godai è abbattuto, e decide di andarsene. Un grosso equivoco è alla base di tutto: Mitaka ha semplicemente chiesto a Kyoko di occuparsi del regalo per il matrimonio della sorella, ed i discorsi fra i due sono stati fraintesi. Godai, all'oscuro della verità, ha trovato un altro appartamento che però è occupato abusivamente da una ragazza e dal suo compagno. Yotsuya informa Godai di come stiano effettivamente le cose; nel frattempo Kyoko va alla nuova casa di Godai: lui è uscito e la porta viene aperta dall'inquilina abusiva che dice a Kyoko di abitare insieme al ragazzo... |                   |                |
| 31 | Godai cerca casa 「一刻館スキャンダル五代くんが同棲中!?」 - Ikkoku-kan sukyandaru Godai-kun ga dōseichū!? – "Casa Ikkoku: scandalo! Godai convive?!" | 22 ottobre 1986   | 1990           |
| 31 | Godai, appena saputo che Kyoko non si sposerà, cerca di mettersi in contatto con lei per spiegarle come stanno le cose, ma l’amministratrice si nega al telefono. Godai racconta la sua versione ad Akemi, Yotsuya e Ichinose, chiedendo loro di dirla a Kyoko: purtroppo i tre hanno bevuto troppo e la storia che raccontano la fa infuriare ancora di più. Quando Godai chiama per dire che rientrerà a casa Kyoko gli dice che tutte le camere sono già occupate. Il ragazzo non ha più un alloggio disponibile e passa le notti da amici o a giro per locali; la situazione si sblocca quando il proprietario del Cha-Cha Maru (che ha sentito la storia di Godai) chiama Kyoko per raccontarle come stiano veramente le cose. Una sera Godai si presenta davanti alla Maison Ikkoku: non c’è nessuno e lui sta per andarsene quando Kyoko e gli altri, di ritorno a casa, lo scambiano per un ladro. Solo Kyoko lo riconosce e lo insegue per parlargli: quando lo raggiunge scoppia a piangere e gli chiede di tornare a casa. |                   |                |
| 32 | Un regalo pericoloso 「玉子はミステリー？四谷の危険な贈り物」 - Tamago wa misuteri? Yotsuya no kiken na okurimono – "Il mistero dell'uovo! Il pericoloso regalo di Yotsuya." | 29 ottobre 1986   | 1990           |
| 32 | Nel cuore della notte Yotsuya si intrufola nella camera di Godai per consegnargli un uovo e subito dopo scompare dalla casa. Al mattino la notizia di quanto è successo getta nel panico tutti gli abitanti della Maison Ikkoku: non sembra che l’uovo sia stato regalato, e secondo le credenze popolari chi danneggia le cose ricevute in custodia è vittima di punizioni divine. Un uovo è un oggetto molto delicato, e nessuno sa se è crudo o cotto: nel primo caso andrebbe conservato in frigorifero, mentre se è cotto questa precauzione è inutile. Kozue sostiene che forse Yotsuya stava covando l’uovo, e quindi andrebbe tenuto al caldo (aumentando l’incertezza). Kentaro e Akemi si divertono con i loro scherzi, nascondendo l’uovo o cercando di romperlo. Sakamoto risolve tutti i problemi mangiando l’uovo, ma ora la vendetta degli dei colpirà qualcuno visto che Yotsuya rientra proprio mentre Kyoko sta assodando un altro uovo per sostituirlo all’originale... |                   |                |
| 33 | La lettera 「日記にショック！惣一郎に恋人がいた!?」 - Nikki ni shock! Sōichirō ni koibito ga ita!? – "Shock leggendo il diario! Il signor Soichiro aveva un'innamorata!" | 5 novembre 1986   | 1990           |
| 33 | Il signor Otonashi affida a Godai un pacchetto da consegnare personalmente a Kyoko: contiene un vecchio diario di Soichiro, e pensa che sia più giusto che lo tenga lei. Godai è combattuto, non vorrebbe dare il pacco a Kyoko perché questo la riavvicinerebbe al marito, ma non vuole perdere la fiducia di lei e di Otonashi. Dopo una notte agitata si decide a consegnare il pacco a Kyoko: lei legge il diario e scopre che Soichiro aveva ricevuto una lettera da una ragazza che lo aveva turbato molto. In una pagina del diario c’è lo spazio per ospitare una lettera, ma questa manca. Kyoko si tormenta pensando a chi potesse essere questa misteriosa ragazza: lei non ha mai scritto a Soichiro, ed i fatti si riferiscono a poco prima che iniziasse ad uscire con lui. Godai risolverà il problema ritrovando la lettera: era caduta nella sua borsa e si trattava di una semplice cartolina che Kyoko aveva spedito a Soichiro durante le vacanze estive. |                   |                |
| 34 | Godai l'indeciso 「恋は強引に！ゆかり婆ちゃん金歯で勝負」 - Ko wa gōin ni! Yukari bā-chan kin wa de shōbu – "Amore, prepotentemente! Nonnina yukari, sfida all'ultimo dente d'oro" | 12 novembre 1986  | 1990           |
| 34 | Yukari (la nonna di Godai) è tornata a fare visita al nipote, sconvolgendo la tranquillità della Maison Ikkoku. Appena arrivata a Tokyo conosce Kozue e pensa che potrebbe essere una buona moglie per il nipote, ma capisce subito che lui vuole molto bene a Kyoko. Visitando il campo da tennis riesce a farsi invitare a casa di Mitaka, dove sarà accompagnata da Godai e Kyoko. La giornata è piuttosto movimentata, con frequenti battibecchi tra Mitaka e Godai per mettersi in mostra di fronte a Kyoko, ma tutto scorre perfettamente. Rientrando a casa Yukari confida al nipote di aver vissuto una storia simile a quella di Kyoko attuale: due pretendenti, uno ricco e bello e l'altro non appariscente ma che la amava molto. Lei scelse il secondo, perché ritiene che per una donna sia più importante essere amata che ricoperta di soldi; dopo questa confidenza dice a Godai di sbrigarsi a scegliere tra Kozue e Kyoko e di non fare come da piccolo che non riusciva mai a decidersi. |                   |                |
| 35 | L'appuntamento 「追跡大作戦！響子と五代のデートを狙え」 - Tsuiseki daisakusen! Kyōko to Godai no dēto wo nerae – "La grande operazione inseguimento!" | 19 novembre 1986  | 1990           |
| 35 | Yukari chiede a Kyoko di uscire con Godai. Lei accetta volentieri, mentre Godai è un po' arrabbiato con la nonna: è perfettamente in grado di chiedere ad una ragazza di uscire con lui e non ha bisogno di aiuti. Il giorno dell'appuntamento Yukari consegna a Godai la lista delle cose che i due dovranno fare. Godai e Kyoko non seguono alla lettera le indicazioni di Yukari, si divertono (soprattutto Kyoko) ma sono sempre osservati da qualcuno. Kyoko pensa a coincidenze, ma durante il pranzo si accorge che effettivamente Akemi, Ichinose e Yotsuya controllano quello che stanno facendo. Il resto della giornata trascorre con Kyoko e Godai che corrono per sfuggire ai coinquilini impiccioni. Nonostante tutto Kyoko ha trascorso una bella giornata e Godai è felice, mentre Yukari (che ha sentito gli altri inquilini) pensa che il nipote non riesca a combinare niente con Kyoko. |                   |                |
| 36 | Fine di un amore 「いきなりキスの嵐！朱美さんの失恋物語」 - Ikinari kiss no arashi! Akemi-san no shitsuren monogatari – "Improvvisa tempesta di baci! La storia della delusione d'amore della signora Akemi" | 26 novembre 1986  | 1990           |
| 36 | Akemi viene lasciata da Hiroshi, il suo fidanzato. La ragazza torna a casa completamente ubriaca, e Kyoko ha bisogno dell'aiuto di Godai per portarla nella sua stanza: qui Akemi scambia Godai per Hiroshi e lo bacia. La mattina seguente Akemi non ricorda assolutamente niente di quello che è accaduto, mentre Godai è un po' turbato. La ragazza incontra di nuovo Hiroshi che le offre una vacanza per tentare di rafforzare il loro legame; Akemi è scettica ma si presenta all'appuntamento con molto anticipo rispetto all'orario fissato. Il proprietario del Cha-Cha Maru chiama Kyoko: è preoccupato perché non ha notizie di Akemi ed è in ritardo, lei che di solito è puntualissima. Tutti sono preoccupati per Akemi, ma lei entra nel locale gioviale come sempre: si è resa conto che Hiroshi è un farfallone e riuscirà a dimenticarlo. |                   |                |
| 37 | La delusione di Kentaro 「アブナイ仮装大会!!響子も過激に大変身」 - Abunai kasō taikai!! Kyōko mo kageki ni tai-hen mi – "L'eccezionale, grande trasformazione della signora Kyoko." | 3 dicembre 1986   | 1990           |
| 37 | Kyoko, per provare il nuovo specchio che ha ordinato, indossa la divisa che portava ai tempi del liceo. Purtroppo Ichinose entra nel suo appartamento e vedendola vestita da studentessa inventa un gioco nel quale tutti dovranno mettere una divisa e recitare la parte corrispondente all’abito indossato. Ichinose e Godai indosseranno la loro divisa scolastica, Akemi un completo da infermiera e Yotsuya quello di un improbabile monaco. Kyoko è imbarazzata e viene coinvolta (suo malgrado) nel gioco architettato dai suoi inquilini. Anche Mitaka, che era venuto a salutare Kyoko, verrà costretto a partecipare; l’unico che si salva è Kentaro che è uscito per giocare a baseball. Al suo rientro vede Kyoko nel gruppetto: prima di uscire le aveva confidato che la considerava l’unica persona normale di tutta la casa, e vederla vestita da scolaretta gli procura una grandissima delusione. |                   |                |
| 38 | Scambio di parti (TV) / L'equivoco (DVD) 「五代くん失恋？こずえが三鷹に急接近!?」 - Godai-kun shitsuren? Kozue ga Mitaka ni Kyū sekkin!? – "La delusione amorosa di Godai?" | 10 dicembre 1986  | 1990           |
| 38 | Kozue si è resa conto che il suo rapporto con Godai non si può proprio definire simile a quello di due innamorati, quando sono insieme il ragazzo è freddo con lei e sembra rifiutare ogni contatto fisico. Anche l’ultimo appuntamento dei due non ha portato novità, e Kozue si confida con Mitaka. Il maestro di tennis la ascolta e le dà alcuni consigli, ma presto si rende conto che frequentandola tutti iniziano a credere che abbia intenzione di portarla via a Godai. Dopo un colloquio con Mitaka Godai trova il coraggio di dire a Kozue che ha intenzione di lasciarla: le sue parole vengono però completamente fraintese dalla ragazza, che a questo punto pensa che Godai voglia stare insieme a lei... |                   |                |
| 39 | La pietra 「恋はガッツで勝負！五代のバイト大作戦」 - Ko wa gattsu de shōbu! Godai no baito daisakusen – "L'amore è una sfida che si decide con il carattere e l'impegno!" | 17 dicembre 1986  | 1990           |
| 39 | Kyoko sta mettendo ordine nel suo appartamento e ritrova una grossa pietra nascosta in un armadio. Lei non ha idea di cosa sia e da dove provenga e chiede l’aiuto di Godai per risolvere questo “mistero”. Si avvicina il Natale, e Godai ha bisogno di lavorare per procurarsi qualche soldo extra per i regali: il tempo è poco, ma farà di tutto per aiutarla. La vigilia di Natale Godai e Kyoko sono dalla famiglia Otonashi: Kyoko cerca informazioni sulla pietra e Godai dà ripetizioni a Ikuko. La bimba ricorda che lo zio Soichiro aveva regalato a Kyoko una pietra, e per quanto ne sa questo è stato l’unico regalo fatto alla moglie. Durante il viaggio di ritorno Godai non riesce a dire a Kyoko quello che ha saputo; all’arrivo non scende dal treno e va a cercare informazioni sulla pietra lasciando soli Kyoko e Mitaka (che stava andando al Cha-Cha Maru per la festa di Natale dove tutti sono invitati). |                   |                |
| 40 | Il più bel regalo 「優しさがせつなくてX'マスは恋の予感！」 - Yasashi saga setsuna kute X'mas wa koi no yokan! – "Gentilezza e dolcezza fanno soffrire. Natale è presentimento d'amore!" | 24 dicembre 1986  | 1990           |
| 40 | Mentre tutti sono alla festa di Natale Godai cerca informazioni sulla pietra ritrovata da Kyoko. Si tratta di una comunissima pietra, ma Sakamoto l'ha dimenticata sulla metropolitana e non può restituirla. Godai è disposto a girarsi tutte le stazioni e gli uffici oggetti smarriti pur di ritrovarla. Dopo una lunga ricerca ritrova la pietra in un cestino della spazzatura, ma per recuperarla dimentica sul treno la sua borsa col regalo per Kyoko. Godai sta per rientrare a casa quando ha un'idea: regalerà a Kyoko la pietra accompagnata da un toccante biglietto d'auguri. Con un ritardo di quasi tre ore (anche a causa delle strade bloccate dalla neve) arriva alla festa. Tutti si divertono, tranne Kyoko che è sempre stata pensierosa nell'attesa di Godai. Dopo averle consegnato la pietra Godai scappa subito. Kyoko lo raggiunge sulla strada di casa e gli confida che mentre lo aspettava era nervosa ed il suo cuore batteva più forte: i suoi sentimenti sono confusi, ma apprezza molto quello che ha fatto per lei soprattutto perché Godai sapeva che la pietra era un regalo di Soichiro. |                   |                |
| 41 | Capodanno 「湯上り響子にドキッ露天風呂のぞき合戦」 - Yu nobori Kyōko ni dokitsu rotenburo nozoki kassen – "Batticuore dinnanzi a Kyoko appena usciti dall'acqua calda." | 7 gennaio 1987    | 1990           |
| 41 | Tutti gli inquilini della Maison Ikkoku, ai quali si è aggiunto Mitaka, festeggeranno il capodanno con una gita in una località turistica di montagna. L’albergo scelto non è molto ospitale: in teoria sarebbe un ryokan ma la sistemazione non è all'altezza di questo genere di alberghi. La spiegazione è semplice, Ichinose ha preferito utilizzare i soldi per acquistare le bevande per festeggiare risparmiando sull’alloggio. L’albergo però ha un onsen, e tutti ne approfittano per un bel bagno ristoratore. La festa serale non è molto diversa da quelle che si tengono in camera di Godai e Kyoko si pente di essersi unita al gruppetto. Durante la notte Godai mette una coperta addosso a Kyoko che stava dormendo con indosso il solo yukata. Nel sonno Kyoko lo abbraccia, ma stava sognando il marito Soichiro. Godai rimane deluso perché pensava che l’abbraccio fosse per lui, ma al momento di ripartire per casa è comunque contento per quanto è accaduto. |                   |                |
| 42 | La frattura 「五代くん骨折！恋のチャンスは病室で!!」 - Godai-kun kossetsu! Koi no chance wa byōshitsu de!! – "La frattura di Godai! Chance d'amore in una camera d'ospedale!" | 14 gennaio 1987   | 1990           |
| 42 | Godai è piuttosto agitato, ha intenzione di rompere con Kozue ma non sa come fare a dirglielo chiaramente. Una mattina Kyoko è sul tetto di casa per ripararlo e scivola. Godai è in camera e si accorge che Kyoko è in pericolo. La ragazza è aggrappata alla grondaia e sta per cadere, ma lui riesce ad afferrarla appena in tempo. Godai, dopo aver salvato Kyoko, si appoggia al balcone che cede e cade rompendosi una gamba. Kyoko si sente in colpa per quanto è successo, e dopo alcuni giorni va a trovare il ragazzo in ospedale. Nonostante i molti impegni Kyoko va spesso da Godai ed un giorno lo accompagna a fare due passi nel giardino dell'ospedale. Godai perde una stampella e sta per cadere, ma Kyoko lo trattiene abbracciandolo teneramente. Al rientro in ospedale scoprono che Mitaka si è rotto una gamba sciando e si è fatto ricoverare nella stessa camera di Godai. |                   |                |
| 43 | Gli amici-nemici 「恋の火花がスパーク五代と三鷹入院騒動」 - Koi no hibana ga supaku Godai to Mitaka nyūin sōdō – "Scintille d'amore! Il caotico ricovero di Godai e Mitaka!" | 21 gennaio 1987   | 1990           |
| 43 | Kyoko continua ad andare a trovare Godai e Mitaka all'ospedale ma le sue offerte di aiuto vengono rifiutate, sembra quasi che i malati non vogliano disturbarla. Lei comunque rimane con loro ed Ichinose si accorge che tra lei e Godai sembra esserci qualcosa di più importante che una normale amicizia. L'arrivo di Kozue e delle ammiratrici di Mitaka rompe l'equilibrio e Kyoko, sentendosi di troppo, smette di andare a trovarli. Mitaka e Godai vengono dimessi: Kyoko quasi non rivolge parola ai due e non li aiuta nemmeno il giorno in cui devono tornare all'ospedale per un controllo. Godai e Mitaka si trovano da soli a riflettere sui loro rapporti con Kyoko mettendo da parte per una volta il rancore che li anima e passano la serata bevendo come buoni amici. I due rientrano con l'ultimo treno; alla stazione li attende Kyoko che, preoccupata per il loro ritardo, li accompagna a casa. |                   |                |
| 44 | L'album di fotografie 「賢太郎君もマッ青?!四谷の恐るべき正体」 - Kentarō kun mo matsu ao?! Yotsuya no osoru beki shōtai – "Kentaro pallido come un cencio?! La terrificante, vera identità di Yotsuya." | 28 gennaio 1987   | 1990           |
| 44 | Kentaro trova per caso un album di fotografie nella soffitta di casa, e dopo averlo visto è terrorizzato. Lo mostra a Ikuko, e anche lei trova che ci sia qualcosa di molto strano: alcune foto sono state scattate circa sessanta anni prima, e in tutte figura Yotsuya. Non si tratta di fotomontaggi, Ikuko ha visto a casa quella dell’inaugurazione della Maison Ikkoku ed è identica a quella dell’album di Kentaro. Nessuno conosce bene chi sia Yotsuya e cosa faccia per vivere; Mitaka e gli altri spieranno le sue mosse, ma nonostante i vari pedinamenti scopriranno solo che Yotsuya è un rappresentante, senza trovare informazioni sulla sua vita privata. Come può un uomo di quasi cento anni dimostrarne poco più di trenta? Yotsuya ha fatto un patto con il diavolo? |                   |                |
| 45 | Speranze 「衝撃の重大発言?!響子が五代に愛の告白」 - Shōgeki no jūdai hatsugen?! Kyōko ga Godai ni ai no kokuhaku – "Un'importantissima affermazione! La dichiarazione di Kyoko a Godai." | 4 febbraio 1987   | 1990           |
| 45 | Si avvicinano gli esami di ammissione al nuovo anno universitario. Kyoko si sente in colpa perché Godai ha dovuto saltare molte lezioni per la frattura e fa in modo che possa studiare tranquillamente: le feste notturne al primo piano sono sospese e lei gli preparerà i pasti per non interromperlo durante il suo lavoro. Tutto procede per il meglio fino al giorno dell’ultimo test, la prova è prevista per la mattina e Kyoko si offre di svegliare Godai per tempo. Purtroppo nessuno dei due sente la sveglia, e nonostante una folle corsa arrivano tardi all’esame. Kyoko è disperata, per causa sua Godai perderà un anno scolastico e vuole sdebitarsi: sta per proporgli qualcosa quando Sakamoto dice a Godai che gli aveva dato un orario sbagliato, la sua prova deve ancora iniziare. Godai dà l’esame e riesce a non perdere l’anno, ma non saprà mai cosa aveva in mente Kyoko per farsi perdonare... |                   |                |
| 46 | Lezioni di pattinaggio 「響子争奪！スケートリンクは愛の戦場」 - Kyōko sōdatsu! Suketo rinku wa ai no senjō – "Lotta per Kyoko! La pista di pattinaggio è un campo di battaglia d'amore." | 11 febbraio 1987  | 1990           |
| 46 | Kyoko, Ichinose, Godai, Ikuko e Kentaro vanno in montagna per pattinare sul ghiaccio. A loro si aggiunge Mitaka, invitato da Ichinose per sfruttare il passaggio in auto. Una volta sulla pista tutti si accorgono che Godai e Mitaka non sanno neanche stare in piedi sul ghiaccio quando avevano detto di saper pattinare perfettamente. Ichinose e Kyoko cercano di insegnargli a pattinare, ma i ragazzi sembrano interessarsi soltanto alle attenzioni di Kyoko. Dopo una giornata di bisticci e tentativi falliti Godai e Mitaka impareranno a pattinare grazie ad uno stratagemma inventato da Kyoko: avvicinarsi ai due e scansarsi all’ultimo momento in modo da costringerli ad inseguirla. |                   |                |
| 47 | Al ristorante 「響子ハチャメチャ！酔いどれてプッツン」 - Kyōko hachamecha! Yoi dorete puttsun – "Kyoko scatenata! Perde le staffe a causa dell'alcol." | 18 febbraio 1987  | 1990           |
| 47 | Sakamoto è ospite di Godai, i due lavoreranno part-time in un ristorante della zona. Godai invita Kyoko al locale dove lavorano per ringraziarla della cena che ha offerto a lui e Sakamoto, anche per tenere sotto controllo l’amico che tenta di sedurre Kyoko. La ragazza accetta l’invito ed una sera si presenta al ristorante; purtroppo la seguono anche Ichinose, Yotsuya ed Akemi. Kyoko è imbarazzata e vorrebbe andarsene, ma rimane per cercare di tenere a freno gli altri inquilini ed evitare guai a Godai. Alla chiusura del locale Godai, dopo un faticosissimo turno di lavoro, è costretto a pagare le consumazioni di tutti oltre a quelle offerte a Kyoko perché nessuno si è portato dietro i soldi. L’amministratrice, inoltre, non è abituata a bere molto e si è presa una bella sbronza perché Akemi le riempiva il bicchiere in continuazione: Godai la riporterà a casa prendendosela sulle spalle. |                   |                |
| 48 | Visita ai genitori 「五代激白！僕の気持ちを判ってほしい!!」 - Godai geki Shiro! Boku no kimochi wo wakatte hoshī!! – "Godai, dichiarazione lenta! Vorrei che comprendesse i miei sentimenti!!" | 25 febbraio 1987  | 1990           |
| 48 | Kyoko è dai suoi genitori, la madre si è ammalata ed ha bisogno di assistenza. L’assenza doveva essere solo di un paio di giorni, ma la madre di Kyoko sta facendo di tutto per trattenere la figlia da loro. La ragazza vuole tornare a casa, ed inventa una scusa: non riesce a dormire senza il suo cuscino. Godai riceve una telefonata della signora Chigusa e porterà a Kyoko il suo cuscino. Una volta da loro la madre di Kyoko chiede a Godai come vanno gli studi, cosa intende fare nel futuro e se abbia una ragazza. A questa domanda Godai risponde di non essere fidanzato ma di avere un amore “segreto” e descrive Kyoko senza mai nominarla. Godai torna a casa dopo aver ricevuto gli elogi dei genitori di Kyoko che pensano che sia un’ottima persona (così come la donna che ama). Kyoko ripensa alle sue parole abbracciando teneramente il cuscino, e promette che a breve tornerà alla Maison Ikkoku. |                   |                |
| 49 | Una problematica fobia 「三鷹の猛特訓！犬が恐くて恋ができるか」 - Mitaka no takeshi tokkun! Inu ga kowaku te koi gadekiruka – "Il feroce allenamento di Mitaka! Come puoi innamorarti se hai paura?!" | 4 marzo 1987      | 1990           |
| 49 | Akemi è al cinema e vede Mitaka che fugge terrorizzato dalla sala nel momento in cui sullo schermo appare un grosso cane arrabbiato. Akemi scopre la fobia di Mitaka e si offre di aiutarlo, coadiuvata da Yotsuya e Ichinose. Mitaka accetta perché vorrebbe avvicinarsi a Kyoko ma ora non può farlo perché ha paura di Soichiro. Yotsuya scopre che la paura di Mitaka nasce da un evento capitatogli all'interno della cuccia di un grosso cane quando era bambino e pensa che il modo migliore per superarla sia quello di farglielo rivivere. Akemi e Ichinose fanno altri tentativi per aiutare Mitaka ma non ottengono grossi risultati. L'idea di Yotsuya pare funzionare, Mitaka riesce perfino ad accarezzare un cucciolo di bulldog; peccato che arrivi la madre a salvare il suo piccolo (che crede in pericolo) aggredendo il povero Mitaka... |                   |                |
| 50 | Il nuovo inquilino 「響子が一目惚れ?!一刻館にヘンな奴登場」 - Kyōko ga hito mebore?! Ikkoku-kan ni hen na yatsu tōjō – "Kyoko, amore a prima vista?! Uno strano tipo appare a casa Ikkoku." | 11 marzo 1987     | 1990           |
| 50 | Kyoko riceve una telefonata che sconvolgerà la tranquilla vita della Maison Ikkokku, il signor Mitsukoshi ha appena affittato una stanza e dovrebbe arrivare in giornata. Kyoko gli sta preparando la stanza numero 3 mentre Ichinose e gli altri inquilini si domandano chi sia ed iniziano ad organizzare la festa di benvenuto. L'uomo giungerà a casa soltanto la mattina seguente e subito non dà una buona impressione, pare piuttosto svampito e sfuggente. Nonostante le apparenze Kyoko è subito in confidenza con Mitsukoshi, l'uomo le ricorda il carattere di Soichiro ed il fatto che sia vedovo da poco la avvicina ancora di più all'uomo. Mentre tutti cercano di scoprire qualcosa di più su di lui due notizie si abbattono come un ciclone sugli inquilini della casa: la Maison Ikkoku sarà demolita, e Kyoko si risposerà. Kyoko smentisce fermamente entrambe le voci (soprattutto quella del suo matrimonio), ma tutti sono preoccupati. |                   |                |
| 51 | La spia 「四谷さんもびっくり一刻館が消える日!?」 - Yotsuya-san mobikkuri Ikkoku-kan ga kie ru nichi!? – "Anche il signor Yotsuya è sorpreso. Il giorno della scomparsa di casa Ikkoku?!" | 18 marzo 1987     | 1990           |
| 51 | Kyoko chiama il signor Otonashi per chiedere informazioni sul destino della Maison Ikkoku, ma l’uomo è in viaggio d’affari per alcuni giorni. Lei però è certa che il suocero non avrebbe mai pensato di abbattere la casa senza prima parlarne con loro ed è tranquilla. Kozue vede Mitsukoshi recarsi spesso ad una agenzia immobiliare e Godai e Mitaka dopo un pedinamento confermano quanto detto dalla ragazza. Mitsukoshi viene sospettato di essere una spia che lavora per far convincere Otonashi a vendere la casa; Kyoko parla con lui che le confida che vorrebbe comprare una casa sulla collina dell’orologio, il quartiere che ha dovuto abbandonare quando abbatterono la casa dove viveva. Una mattina Mitsukoshi scompare lasciando l’appartamento vuoto ed Otonashi (appena rientrato dal viaggio) chiama Kyoko per dirle che finché sarà vivo nessuno toccherà la Maison Ikkoku: gli inquilini tirano un sospiro di sollievo per lo scampato pericolo. |                   |                |
| 52 | L'anniversario 「許して惣一郎さん！響子涙の再婚宣言!!」 - Yurushi te Sōichirō-san! Kyōko namida no saikon sengen!! – "Mi perdoni, signor Soichiro!" | 25 marzo 1987     | 1990           |
| 52 | Dopo le celebrazioni per l’anniversario della morte di Soichiro, Kyoko è molto triste e depressa. Godai e Ichinose si preoccupano per lei, ma Yotsuya gela il sangue a tutti: ha visto Kyoko partire per andare a visitare di nuovo la tomba del marito con un pacchetto che potrebbe celare un coltello. Godai teme che Kyoko voglia suicidarsi, corre al cimitero per parlarle ma arriva prima di lei e si nasconde dietro la tomba di Soichiro. Da qui sente i pensieri di Kyoko: era malinconica per non aver ripensato ai momenti belli vissuti con il marito perché distratta dalla vita quotidiana e dalla paura che la madre volesse convincerla a risposarsi come accadde l’anno precedente; nel pacchettino c’era solo del cibo per Soichiro. Godai si accorge che l’amore di Kyoko per il marito è sempre fortissimo, anche a quattro anni dalla morte; è scoraggiato ma la sera Kyoko gli confida che non deve preoccuparsi per lei perché è comunque felice di abitare con lui e gli altri inquilini della Maison Ikkoku. |                   |                |
| 53 | Primo giorno di lezione 「女子高生パワー爆発響子に恋の宣戦布告」 - Joshikōsei pawa bakuhatsu Kyōko ni koi no sensenfukoku – "Dichiarazione di guerra a Kyoko per amore." | 8 aprile 1987     | 17 aprile 1993 |
| 53 | Grazie al signor Otonashi, Godai inizia il suo praticantato di insegnante nello stesso liceo femminile dove Kyoko aveva conosciuto Soichiro. La sua prima lezione si tiene in una classe piuttosto indisciplinata nella quale si fa notare Yagami, la capoclasse, che cerca di tenere a freno le sue compagne. Yagami vede Godai da solo mentre sfoglia i vecchi almanacchi della scuola per cercare di scoprire qualcosa su Soichiro; la timidezza del ragazzo e la sua sensibilità colpiscono Yagami che si innamora di lui. Un giorno Yagami e le sue amiche accompagnano Godai a casa; qui incontrano Kyoko e capiscono che tra lei ed il loro professore c’è qualcosa di più rispetto al normale rapporto tra un inquilino e l’amministratore del condominio. Dopo qualche giorno Kyoko riceve una lettera anonima che contiene una foto di Yagami abbracciata a Godai con il simbolo degli innamorati: una dichiarazione di guerra per la conquista del cuore di Godai? |                   |                |
| 54 | Tentativi di seduzione 「裸でアタック！五代タジタジ誘惑大作戦!!」 - Hadaka de attack! Godai taji-taji yūwaku daisakusen!! – "Nuda all'attacco! Godai esita, operazione seduzione!!" | 15 aprile 1987    | 18 aprile 1993 |
| 54 | Yagami mette in serio imbarazzo Godai durante una lezione con una domanda che sembra prendere lo spunto dal rapporto che c’è tra lui e Kyoko. Con una scusa gli consegna un quaderno che ha riempito con dediche d’amore per lui; Godai è deciso ad essere più autoritario con le sue allieve e soprattutto con lei e vuole restituirle il quaderno, ma Yotsuya glielo ruba durante la notte. Kyoko lo recupera e va da Godai per darglielo, approfittando della visita alla sua vecchia scuola per salutare la vicepreside, sua insegnante. Nel frattempo le amiche di Yagami spingono Godai dentro la palestra e lo rinchiudono; all’interno c'è Yagami seminuda, intenzionata a sedurlo. La situazione è imbarazzante, soprattutto quando Godai inciampa e cade addosso a Yagami abbracciandola. Per sua fortuna Kyoko e la vicepreside hanno visto la scena dall’inizio e si sono accorte che lui non ha alcuna intenzione di approfittare della sua allieva ed è solo vittima di uno scherzo. |                   |                |
| 55 | Una notte insieme 「突撃パジャマ娘！一刻館はラブパニック」 - Totsugeki pajama musume! Ikkoku-kan ha rabupanikku – "L'assalto della ragazzina in pigiama! Casa Ikkoku in love panic!" | 22 aprile 1987    | 19 aprile 1993 |
| 55 | Il tirocinio di Godai sta per terminare e Yagami è alla ricerca di un’idea per stare il più possibile insieme a lui per conquistarlo prima della fine della sua supplenza. Con le sue amiche organizza una visita a casa di Godai per preparargli la cena e stare con lui. Dopo la cena Yagami rimane alla Maison Ikkoku, ha intenzione di trascorrere la notte nella stanza di Godai. Il ragazzo tenta di rimandarla a casa ma Yagami è irremovibile. Kyoko riuscirà a convincerla a trascorrere la notte nella sua stanza, evitando problemi a Godai. Durante la notte Yagami chiede a Kyoko quali siano i sentimenti tra lei e Godai: lui la ama? E lei è innamorata di Godai? Le risposte di Kyoko sono evasive, soprattutto per quanto la riguarda: non sa se sia innamorata di Godai. Al mattino tutto pare tornato alla normalità, ma Kyoko sembra molto turbata quando vede Yagami abbracciata a Godai mentre escono di casa per andare a scuola. |                   |                |
| 56 | Arrivederci Yagami 「八神の決心！あきらめないわ初恋だもの」 - Tagami no kesshin! Akiramenaiwa hatsukoi damono – "La decisione di Yagami! Non rinuncio, è il mio primo amore!" | 29 aprile 1987    | 20 aprile 1993 |
| 56 | Godai è all'ultimo giorno di supplenza, e la vicepreside chiede alle alunne di scrivere dei pensieri per lui. Yagami consegna a Godai una busta con i compiti e si scusa con lui per il suo comportamento, non si era resa conto che poteva metterlo in seria difficoltà. Godai rientra a casa e legge i biglietti delle alunne scoprendo che contengono solo dichiarazioni d'amore per lui; l'unica eccezione è quello di Yagami che contiene un addio. Nel frattempo lo zio di Mitaka organizza un Miai per il nipote con Asuna Kujō, la figlia di uno dei migliori clienti della banca per cui lavora. Mitaka accetta di conoscere la ragazza, ma chiede a Kyoko quali siano i suoi sentimenti: vuole attendere che Godai si laurei e trovi lavoro o c'è posto anche per lui? Kyoko, con molto imbarazzo e difficoltà, fa capire che vorrebbe attendere Godai ma le parole di Mitaka l'hanno turbata profondamente. Yagami torna alla Maison Ikkoku a recuperare una borsa lasciata la sera prima e corregge il suo biglietto per Godai: l'addio è diventato un "arrivederci". |                   |                |
| 57 | La ragazza dei cani 「お嬢サマ登場！三鷹コーチにひとめぼれ」 - Ojō-sama tōjō! Mitaka kochi ni hitomebore – "Innamorata del maestro Mitaka a prima vista!" | 6 maggio 1987     | 21 aprile 1993 |
| 57 | L'incontro con Asuna spiazza Mitaka: è attratto da una ragazza carina, intelligente ed educata con le regole del Giappone medievale, ma al tempo stesso è terrorizzato dai cani che Asuna cura come se fossero suoi fratelli. Mitaka però non vuole prendere nessuna decisione fino a quando Kyoko non gli abbia detto chiaramente se vuole stare con lui e comunica allo zio che per ora non ha intenzione di fidanzarsi. Un investigatore, ingaggiato dalla famiglia Kujo, interroga gli inquilini della Maison Ikkoku riguardo ad una possibile relazione tra Mitaka e Kyoko, ma non ottiene risposte. Kyoko viene messa alle strette da Mitaka: il maestro di tennis vuole che entro una settimana gli dia una risposta certa sul loro futuro insieme. Kyoko è confusa ed ha bisogno di parlare con Godai, ma lui ha iniziato a lavorare in un asilo e spesso è fuori casa; è tardi e lei lo attende, ma dopo il lavoro Godai è uscito con Kozue e a notte fonda non è ancora rientrato... |                   |                |
| 58 | La proposta 「五代か三鷹か！女ごころは今夜が勝負!!」 - Godai ka Mitaka ka! Onna gokoro wa kon'ya ga shōbu!! – "Godai e Mitaka? Questa sera è sfida tra cuori di donna!" | 13 maggio 1987    | 22 aprile 1993 |
| 58 | Asuna incontra spesso Kyoko, vuole chiederle di lasciar perdere Mitaka ma la timidezza le impedisce di parlare apertamente con lei. Il giorno prima dell’appuntamento con Mitaka Kyoko chiede a Godai di rientrare presto: non gli dice niente ma vuole parlare con lui della proposta di Mitaka. Godai purtroppo non ricorda che quella sera ha un ritrovo con i compagni di corso ed il professore, e torna a casa solo la mattina successiva senza avvisare del suo ritardo. Kyoko passa la notte in bianco attendendolo e nel pomeriggio va all’appuntamento con Mitaka. La stanchezza si fa sentire, e Kyoko si addormenta attendendo Mitaka. All’appuntamento, però, non si presenterà neanche lui: Asuna ha trovato il coraggio di parlare con Kyoko e si presenta al locale in compagnia dei suoi cani ma non vuole svegliarla e decide di aspettare per un po’ prima di andarsene. I suoi cani terrorizzano Mitaka che viene preso da una crisi di panico; l’appuntamento salta e Kyoko si sveglia soltanto a sera, senza aver visto nessuno. |                   |                |
| 59 | L'equivoco 「ドキッ！九条明日菜はじめての体験!!」 - Dokitsu! Kyūjō ashita na hajimeteno taiken!! – "Tu-tum, Asuna Kujo, la prima esperienza!" | 20 maggio 1987    | 23 aprile 1993 |
| 59 | Mitaka è deciso a non impegnarsi con Asuna fino a quando Kyoko non gli avrà detto se ha intenzione di sposarlo o meno. Il suo comportamento causa l’ira dello zio, ma Mitaka ha organizzato una gita al mare da solo con Asuna per dirle che non vuole fidanzarsi con lei. Kyoko intanto non rivolge la parola a Godai, e lui sta cercando il modo per dirle quanto sia dispiaciuto per non essere stato vicino a lei quando ne aveva più bisogno. Un’alunna dell’asilo dove lavora Godai gli dà un’idea: la bimba (di nome Kyoko) gli ha consegnato un’audiocassetta con un messaggio d’amore per lui. Godai prepara un nastro con una appassionata dichiarazione d’amore per la sua Kyoko e glielo consegna prima di andare al lavoro. Mitaka è con Asuna e sta per dirle che non vuole fidanzarsi con lei, ma i cani della ragazza li hanno seguiti e Mitaka ha una nuova crisi di panico: per la paura abbraccia Asuna che prende il suo gesto come una dichiarazione d’amore. Nel frattempo Kyoko ascolta il nastro che le ha dato Godai, ma il ragazzo si è confuso e le ha dato quello destinato alla sua allieva dove dice che non può sposarla... |                   |                |
| 60 | L'addio 「見ちゃった！響子と三鷹がいきなりＢ?!」 - Michi yatta! Kyōko to Mitaka gaikinari B?! – "Li ho visti! Kyoko e Mitaka improvvisamente alla B?!" | 27 maggio 1987    | 24 aprile 1993 |
| 60 | Mitaka è a letto, ancora sofferente per la crisi di panico, e chiama Kyoko per sentirla. Lei si offre di andare a trovarlo portandogli da mangiare e parte per il suo appartamento. Godai segue Kyoko senza farsi vedere da lei, ha paura che Mitaka le chieda di sposarlo. A casa di Mitaka arriva anche Asuna; uno dei suoi cani scappa ed entra insieme a Kyoko. Mitaka approfitta del fatto di essere da solo con Kyoko per chiederle di sposarlo, ma la vista del cane gli procura uno shock e sviene cadendo addosso alla ragazza. Asuna e Godai entrano nell'appartamento di Mitaka e lo vedono abbracciato a Kyoko, in un atteggiamento che sembra molto intimo. I due se ne vanno sconfortati, Kyoko vuole spiegare il frainteso ma Godai non torna a casa e non va al lavoro. Una sera Godai rientra cercando di non farsi sentire, ma Kyoko lo raggiunge e tenta di spiegare cosa è successo. Godai, con un groppo in gola, le fa i suoi auguri per il fidanzamento dicendole che non le darà più fastidio. Kyoko chiede se Godai è sicuro che non penserà più a lei: alla risposta affermativa del ragazzo se ne torna in silenzio nella sua stanza, mentre una lacrima riga il suo volto... |                   |                |
| 61 | Le terme 「追いかけて五代さん響子失恋ひとり旅」 - Oi kakete Godai-san Kyōko shitsuren hitori tabi – "Mi insegua signor Godai! Il viaggio di Kyoko che ha subito una delusione d'amore" | 10 giugno 1987    | 25 aprile 1993 |
| 61 | Kyoko pensa che Godai e Mitaka siano arrabbiati con lei ed è triste; per staccare dalla solita routine e riflettere su quello che è successo organizza una gita alla quale andrà da sola. Prima di partire lascia un biglietto con il programma dettagliato sulla porta del suo appartamento; Godai non sa che senso dare alle lacrime di Kyoko quando le ha detto che l'avrebbe dimenticata e decide di seguirla per chiederle quali siano i suoi sentimenti. Durante la gita Kyoko incontra Harumi, una ragazza che vive una situazione simile alla sua: ha lasciato l'ufficio dove lavorava perché aveva una relazione con un collega e prima di partire gli ha lasciato un biglietto con il programma della sua gita. Harumi rimane delusa, questa è l'ultima tappa del suo viaggio ed il suo amore non si è visto. Kyoko invece spera che Godai la raggiunga e le pare di vederlo mentre è in giro. In effetti Godai è molto vicino a lei e sta per raggiungerla mentre sta salendo su un autobus per la prossima tappa del suo viaggio, ma viene bloccato da un vigile che credeva che si volesse suicidare gettandosi sotto le macchine in transito. |                   |                |
| 62 | Viaggio di piacere 「ヤッタ！響子と混浴露天ぶろで二人きり」 - Yatta! Kyōko to kon'yoku roten burode futari kiri – "Evviva, in acque miste con Kyoko! Soli soletti nel rotenburo!" | 17 giugno 1987    | 26 aprile 1993 |
| 62 | Il viaggio di Kyoko è giunto all’ultima tappa e lei decide di fare una deviazione verso una località termale. Godai non è ancora riuscito a trovarla, ma ha scoperto la nuova destinazione e riesce a fissare una stanza nello stesso albergo in cui alloggia Kyoko senza incontrarla. L’albergo ha un onsen dove la separazione tra uomini e donne non è netta; Godai e Kyoko, senza essersi visti prima, decidono entrambi di farsi un bagno caldo nel cuore della notte e si incontreranno in acqua. L’emozione gioca uno scherzo a Godai, che sviene e viene salvato da Kyoko. I due si ritrovano nella camera di Kyoko, Godai è vinto dalla timidezza e non riesce a chiederle quali siano i suoi sentimenti. Kyoko riesce a spiegare a Godai come sono andate le cose: tra lei e Mitaka non c’è niente di particolare e non si sono fidanzati. Nella notte Kyoko è costretta a partire per Tokyo lasciando Godai da solo. Al rientro a casa scopre che gli inquilini hanno inventato una scusa per farla rientrare prima di Godai e le spiegano che lui si è messo a cercarla dal momento della sua partenza. Kyoko credeva che Godai fosse per caso nel suo stesso albergo, e sapere che la stava cercando la rende estremamente felice. |                   |                |
| 63 | La trappola 「パワフル八神が忘れた頃にやって来た！」 - Pawafuru Yagami ga wasure ta goroni yatte kita! – "Un'energica Yagami che torna quando ormai tutti l'avevano dimenticata!" | 24 giugno 1987    | 27 aprile 1993 |
| 63 | Godai è a corto di soldi dopo la ricerca di Kyoko ed ha deciso di dare ripetizioni a bambini delle scuole elementari o delle medie. Yagami vede l'annuncio di Godai appeso all'asilo dove lavora, si è accorta che ama profondamente il suo professore e per frequentarlo gli chiede se può darle delle ripetizioni. Godai rifiuta e le dice chiaramente di non farsi più vedere, ma Yagami è tenace. La ragazza accompagna il fratellino di una sua amica alla Maison Ikkoku per valutare se Godai è un insegnante in gamba. Il bimbo approva, Yagami lascia i soldi per un mese di ripetizioni settimanali. La settimana successiva Yagami si presenta da sola: sulla porta di casa, davanti a Godai e Kyoko, spiega che le lezioni erano per lei ed il bimbo doveva solo decidere se Godai fosse un buon insegnante. Purtroppo Godai non può restituirle i soldi anticipati perché Ichinose glieli ha rubati e spesi in liquori: il ragazzo è costretto a cedere e dare ripetizioni a Yagami, mentre Kyoko accusa il colpo mostrandosi arrabbiata per la manovra della liceale che ha fatto cadere in trappola Godai. |                   |                |
| 64 | Cattivi pensieri 「五代くん負けそう！女子高校生の甘い罠!!」 - Godai-kun make sō! Joshikōkōsei no amai wana!! – "Godai sta per soccombere! La dolce trappola di una liceale" | 1º luglio 1987    | 28 aprile 1993 |
| 64 | Yagami prosegue le sue lezioni di recupero a casa di Godai, ma l'ambiente non è molto tranquillo e lei non riesce a studiare e, soprattutto, a trovare il modo di sedurre il suo insegnante. L'ultima lezione si terrà a casa di Yagami: Godai è riluttante ma accetta, da lei ci saranno i suoi genitori. La sera dell'ultima lezione Godai si presenta a casa di Yagami e qui scopre di essere da solo con lei, i genitori sono usciti per un ricevimento e rientreranno molto tardi. Godai è molto nervoso e subisce l'irruenza di Yagami, ma un rumore improvviso interrompe la lezione: i genitori della ragazza sono rientrati in anticipo e Godai è in pericolo perché loro non sanno delle lezioni private di Yagami ed il padre non vuole ragazzi intorno alla figlia. Godai è costretto a nascondersi nell'armadio di Yagami e solo grazie all'aiuto della madre della ragazza riuscirà ad uscire di casa con una rocambolesca fuga dalla finestra. La fretta però fa lasciare a Godai le sue scarpe nella camera di Yagami e la ragazza, con la scusa di riportargliele, avrà una nuova possibilità di incontrarlo. |                   |                |
| 65 | Il nuovo insegnante 「八神絶叫！キケンな四谷の個人授業!!」 - Yagami zekkyō! Kiken na Yotsuya no kojin jugyō!! – "Yagami senza parole! Le pericolose lezioni private di Yotsuya!!" | 8 luglio 1987     | 29 aprile 1993 |
| 65 | Yagami si presenta alla Maison Ikkoku per riconsegnare le scarpe di Godai, ma lui non c’è e sta per andarsene. Yotsuya si propone come insegnante per le sue lezioni di recupero e Yagami accetta, in questo modo avrà una scusa per andare a casa di Godai e cercare di stare un po’ insieme a lui. La sera della prima lezione Godai e Kyoko sconsigliano a Yagami di frequentare Yotsuya ma lei decide di studiare comunque con lui. Godai, approfittando del buco che unisce la sua camera a quella di Yotsuya, spia la lezione insieme a Kyoko. Quello che sentono si presta a molti equivoci e le prossime lezioni si terranno in camera di Godai, che terrà d’occhio Yotsuya. Kyoko incontra la vicepreside del liceo dove studia Yagami e le spiega cosa sta succedendo. Dopo una travagliata lezione in cui Godai si nasconde per non farsi vedere da Yagami, la vicepreside convoca la ragazza: i suoi voti si sono abbassati, chi le dà ripetizioni non sa fare il suo lavoro. Yagami è convinta che Kyoko abbia detto tutto alla professoressa per tenerla lontana da Godai, e promette che lotterà fino in fondo per conquistare il ragazzo. |                   |                |
| 66 | La sfida 「八神の挑戦！未亡人なんかに負けないわ」 - Yagami no chōsen! Mibōjin nankani make naiwa – "La sfida di Yagami! Non soccomberò a una vedova!" | 15 luglio 1987    | 30 aprile 1993 |
| 66 | Yagami studia con molto impegno ed i suoi voti migliorano. La ragazza si presenta alla Maison Ikkoku, qui informa Kyoko dei suoi progressi e le dice che continuerà le ripetizioni da Yotsuya. Durante le lezioni di recupero Kyoko, con la scusa di offrire il tè agli ospiti, si presenta in camera di Godai per stare vicino a lui. Yagami dice a Kyoko che dovrebbe avere il coraggio di ammettere che è innamorata di Godai e non comportarsi come una ragazzina gelosa. Kyoko crede invece che sia solo una questione di carattere, ai tempi della sua storia con Soichiro non era sfacciata come Yagami. Durante una festa al Cha-Cha Maru Yagami accusa nuovamente Kyoko di non essere chiara sui suoi sentimenti per Godai; dopo un colloquio con la professoressa Yagami capirà che alla base del comportamento di Kyoko c’è il grande amore che ancora prova per il defunto marito, quasi a voler dimostrare che il suo rapporto con Soichiro era talmente forte che niente potrà incrinarlo. Yagami la pensa diversamente, e accusa nuovamente Kyoko di essere una vigliacca. |                   |                |
| 67 | Il posto di lavoro 「八神もア然！ゆかり婆ちゃん金歯で参上!!」 - Yagami mo a zen! Yukari bā-chan kin wa de sanjō!! – "Anche Yagami resta senza parole! La nonnina Yukari entra in scena coi suoi denti d'oro!" | 22 luglio 1987    | 1º maggio 1993 |
| 67 | Iniziano le vacanze estive e per Godai è ora di iniziare a proporsi alle aziende per un posto di lavoro, manca solo un anno alla laurea e la ricerca di un impiego non è facile. Il direttore dell’asilo, a malincuore, lascia libero Godai ma è disposto a riassumerlo a settembre se vuole perché ha lavorato molto bene. Godai però aspira a lavori più importanti e inizia una serie di colloqui; imparerà presto che senza referenze è quasi impossibile trovare una ditta che gli permetta di presentare la sua candidatura, anche Kozue ha trovato un lavoro solo sfruttando le conoscenze del padre. Nel frattempo Yukari (la nonna di Godai) viene alla Maison Ikkoku e conosce Yagami; la ragazza entra subito in confidenza con la signora e pensa che può approfittare di questa nuova amicizia per avere una possibilità in più per vedere il suo amore. Godai rientra a casa dopo una giornata di colloqui e nonostante le sue parole ottimistiche tutti capiscono che la ricerca è stata vana. Il ragazzo è demoralizzato, e solo le parole di incoraggiamento di Kyoko riusciranno a risollevarlo. |                   |                |
| 68 | La partita 「闘魂ゆかり婆ちゃんこれぞ熱血草野球！」 - Tōkon Yukari bā-chan korezo nekketsu kusayakyū! – "La nonnina Yukari dal grande spirito combattivo: questo è l'ardente baseball sull'erba!" | 29 luglio 1987    | 2 maggio 1993  |
| 68 | Una scommessa tra il proprietario del Cha-Cha Maru ed il rappresentante dei negozi tipici della zona è alla base di un incontro di baseball; le squadre che si affronteranno sono quella del Cha-Cha Maru (dove giocano anche gli inquilini della Maison Ikkoku, Mitaka e Sakamoto) contro quella dei negozianti. Il primo inning è quasi una disfatta per la squadra del Cha-Cha Maru, ma dopo alcuni scambi la partita si riequilibra. Durante la gara Mitaka colpisce involontariamente un avversario che deve ritirarsi; la partita continua con Mitaka nelle file dei negozianti e con Yagami e Kozue (che erano venute per incoraggiare Godai) nella squadra del Cha-Cha Maru. Gli ultimi scambi di gioco vedono la sfida tra Mitaka (lanciatore) e Godai (battitore), con il ragazzo che riuscirà a colpire la difficile palla lanciata da Mitaka e con Yukari nell’insolita veste di ultimo battitore. Kyoko riesce a conquistare il punto decisivo e la sfida si conclude con la vittoria della squadra del Cha-Cha Maru. |                   |                |
| 69 | La piscina 「水中大乱闘！五代に疑惑のキスマーク!!」 - Suichū dai rantō! Godai ni giwaku no kisu māku!! – "Una grande confusione nell'acqua! Il succhiotto sospetto di Godai!" | 5 agosto 1987     | 3 maggio 1993  |
| 69 | Mitaka chiede a Kyoko di trascorrere una giornata con lui in piscina; Yukari si autoinvita e per cortesia Mitaka invita anche Godai. Lui però rinuncia, ha un lavoro part-time e non può perdere un giorno di lavoro; inoltre dopo una notte trascorsa a casa di Sakamoto si è ritrovato un succhiotto ed è imbarazzato a mostrarsi in costume. Mitaka ha organizzato la giornata nella piscina dove Godai e Sakamoto lavorano come camerieri. Godai si accorge che Mitaka sta tentando di insidiare Kyoko ed approfitta di una pausa dal lavoro per andare in piscina. Durante una nuotata Kyoko si accorge del succhiotto sul collo di Godai e, in preda alla gelosia, lo morde sulla spalla. Mentre Yukari ordina una porzione di sekihan Godai cerca di spiegare che non è stata una ragazza a fargli il segno ma Sakamoto ubriaco che l'aveva scambiato per la sua fidanzata; Kyoko, risentita, ignora le sue parole. Godai si rifarà quando Kyoko, nuotando, perde il reggiseno del costume: senza farsi vedere glielo restituisce ed al ritorno a casa Kyoko (che aveva saputo da Ichinose la vera origine del succhiotto) gli fa capire di essersi accorta che era stato lui ad aiutarla. Kyoko cura le ferite che il ragazzo si è fatto quando le ha restituito il costume e Godai, dopo essersi chiarito con lei, è felice per la giornata che ha trascorso. |                   |                |
| 70 | La sbronza 「さらば婆ちゃん！上野駅は宴会パニック」 - Saraba bā-chan! Ueno eki wa enkai panikku – "Arrivederci, nonnina! Banchetto da panico alla stazione di Ueno!" | 12 agosto 1987    | 4 maggio 1993  |
| 70 | Yukari si prepara per tornare a casa e chiede al nipote di acquistarle il biglietto per il treno ed alcuni regali. Anche Kyoko vuole fare un regalo alla signora ed accompagnerà Godai nelle sue commissioni, nel frattempo gli altri inquilini organizzano una grande festa per salutare Yukari. Durante la sera Godai beve un po' troppo ed ha uno scontro con Soichiro, brillo perché anche a lui sono state offerte bevande alcoliche. La mattina seguente Godai accusa i postumi della sbronza ed è piuttosto debole ma non rinuncia ad accompagnare la nonna alla stazione. Kyoko vede che Godai è in difficoltà e decide di andare anche lei alla stazione; a loro si aggregano Akemi, Yotsuya e Ichinose. All'arrivo in stazione scoprono che il treno di Yukari ha un guasto e partirà in ritardo. Durante l'attesa viene organizzata una festa, ma il gruppo non si accorge del tempo che passa e che il treno riparte: Yukari dovrà attendere il prossimo per tornare a casa. |                   |                |
| 71 | La festa dell'estate 「真夏の夜の夢？五代早くも就職決定か?!」 - Manatsu no yoru no yume? Godai hayaku mo shūshoku kettei ka?! – "Un sogno di mezza estate? Che Godai abbia già trovato un posto di lavoro?!" | 19 agosto 1987    | 5 maggio 1993  |
| 71 | Godai ha ricevuto dalla nonna due yukata, uno per lui ed uno per Kyoko. In città si tiene la festa dell'estate, e questa è l'occasione giusta per indossarli. Insieme alla posta arriva anche una cartolina di Mitaka per Kyoko in cui le dice che vuole parlare con lei. La sera successiva tutti si recano alla festa, e qui trovano Mitaka; il maestro di tennis è quasi riuscito a vincere la paura per i cani da quando ha adottato un volpino ed ora che Soichiro non è più un problema potrà andare più spesso alla Maison Ikkoku per stare in compagnia di Kyoko. Alla festa c'è anche Yagami: suo padre è il responsabile dell'ufficio del personale della ditta in cui Godai vorrebbe lavorare, e la ragazza fa in modo di farsi riaccompagnare a casa dal suo ex professore per farlo incontrare con il padre. L'incontro tra i due sembra andare bene ed il padre di Yagami invita Godai in azienda per un colloquio. Al rientro a casa Godai è euforico per l'occasione che gli si presenta, peccato che il padre di Yagami fosse un po' brillo perché preoccupato per la figlia e non si ricordi niente del suo incontro con il giovane... |                   |                |
| 72 | Il colloquio 「赤ちゃん誕生？五代の泣き笑い人生!」 - Akachan tanjō? Godai no naki warai jinsei! – "La nascita del bambino! Godai, vita tra il pianto e il riso!" | 26 agosto 1987    | 6 maggio 1993  |
| 72 | Il padre di Yagami non ricorda niente dell’incontro con Godai e nonostante le suppliche della figlia è convinto che il giovane si voglia approfittare di lei per avere un lavoro prestigioso. Yagami, dopo una visita al tempio, va a casa di Godai per lasciargli un portafortuna. Il ragazzo parte per il colloquio senza sapere che farebbe bene a non presentarsi. Al corso di tennis Mitaka si accorge che Kyoko è distratta, e quando scopre che sta pensando all’importante colloquio di Godai è contento: se il ragazzo avrà un buon lavoro sarà al suo stesso livello e Kyoko potrà fare una scelta definitiva per il suo futuro. Godai trova una donna in difficoltà, sta per partorire e deve andare in ospedale. Il ragazzo chiama i soccorsi; quando arriva l’ambulanza i medici lo scambiano per il marito della donna e lo portano con loro. Il colloquio salta, ma per Godai si realizza l'augurio del portafortuna di Yagami che, inspiegabilmente, era per un parto felice. |                   |                |
| 73 | La fuga 「一刻館人質騒動！八神の大きなお世話様」 - Ikkoku-kan hito jichi sōdō! Yagami no ōki nao sewa-sama – "Il baccano dell'ostaggio di casa Ikkoku! Le premure non richieste di Yagami" | 2 settembre 1987  | 7 maggio 1993  |
| 73 | Godai rientra a casa distrutto per aver saltato il colloquio e si chiude in camera. Yagami apprende dal padre che il ragazzo non si è presentato al colloquio: preoccupata e convinta di essere la causa di tutti i guai di Godai va alla Maison Ikkoku dove trova gli inquilini davanti alla sua camera. Tutti scoprono che Godai non è andato al colloquio e mentre gli chiedono spiegazioni arriva il padre di Yagami: è venuto a riprendere la ragazza e ad attaccare Godai per essersi approfittato di lei. Tra Yagami ed il padre nasce una furiosa lite e Godai subisce le accuse infondate dell’uomo; la situazione si chiarisce quando il marito della donna assistita da Godai si presenta alla Maison Ikkoku e spiega cosa ha fatto il ragazzo. Il padre di Yagami cambia completamente opinione su Godai, ma purtroppo non può fare più niente per assumerlo. Yagami a questo punto decide di non rientrare a casa finché il padre non avrà trovato un lavoro a Godai, e a niente valgono le parole della madre che cercava di convincerla: la ragazza rimarrà alla Maison Ikkoku fino a quando lui non troverà un lavoro, ed è disposta anche a smettere di studiare per lavorare e guadagnare i soldi necessari a mantenersi. |                   |                |
| 74 | La raccomandazione 「就職戦線異状あり！五代サヨナラ大逆転」 - Shūshokusensen'ijō ari! Godai sayonara daigyakuten – "Anomalia sulla linea occupazionale! Ribaltamento sul risultato, l'arrivederci di Godai al nemico!" | 9 settembre 1987  | 8 maggio 1993  |
| 74 | La permanenza di Yagami alla Maison Ikkoku inizia a dare dei problemi a Godai e a lei stessa, al punto che la professoressa inizia a sospettare che sia vera la voce che vuole la ragazza a casa di un uomo. Godai decide di dare un taglio alla incresciosa situazione ed incontra il padre di Yagami per chiedergli di riportarsela a casa. La sera stessa l'uomo si presenta alla Maison Ikkoku con una lettera di presentazione per Godai: non può assumerlo nella sua ditta, ma una azienda collegata ha bisogno di personale e potrebbe dargli un lavoro. Yagami ha vinto la sua battaglia e torna a casa con il padre; il giorno dopo Godai si presenta per il colloquio e lo supera. Al suo rientro a casa viene organizzata una grande festa per il suo lavoro; Godai scende a chiamare Kyoko (che stava preparando il cibo per la festa): al momento di salire in camera di Godai in televisione passa la notizia che la ditta che ha appena assunto Godai è fallita ed è costretta a chiudere... |                   |                |
| 75 | Nuova fuga 「恋ひとすじ！八神と明日菜は懲りない女」 - Kohi tosuji! Yagami to ashita na ha kori nai onna – "Fedelissime in amore! Yagami e Asuna sono donne che non si arrendono!" | 16 settembre 1987 | 9 maggio 1993  |
| 75 | Il fallimento della ditta che aveva assunto Godai lascia il segno: il ragazzo è piuttosto deluso anche se ostenta sicurezza e Yagami è convinta di essere la causa dei suoi guai. Godai accetta di tornare a lavorare part-time all'asilo, così potrà distrarsi dalle sue preoccupazioni. Mitaka incontra lo zio che gli chiede di andare a trovare Asuna, la ragazza è malata e vorrebbe vederlo. Mitaka va per dirle che ha intenzione di rompere il fidanzamento, ma il suo comportamento fa credere che voglia continuare a frequentarla. Mentre Mitaka è da Asuna suo zio va da Kyoko per chiederle di lasciar perdere il nipote, arrivando ad offrirle dei soldi. Kyoko gli dice che lei non ha alcuna intenzione di sposare Mitaka, l'idea del matrimonio è stata solo una sua iniziativa. La notizia viene riportata ai genitori di Asuna che son ben felici di sapere che non c'è nessun ostacolo per il fidanzamento con Mitaka. Nel frattempo Yagami non è riuscita a convincere il padre a trovare un lavoro per Godai e scappa di nuovo alla Maison Ikkoku, creando situazioni imbarazzanti per il suo ex professore. |                   |                |
| 76 | I crisantemi 「ワタシ待つわ！響子突然のイミシン宣言」 - Watashi matsuwa! Kyōko totsuzen no imishin sengen – "Io aspetterò! L'improvvisa e significativa dichiarazione di Kyoko" | 23 settembre 1987 | 10 maggio 1993 |
| 76 | Mitaka incontra di nuovo Asuna, ma questa volta riesce a dirle che non ha intenzione di sposarla. Asuna è sconvolta: è sicura che non potrà amare nessun altro ma accetta la sua decisione ed è confortata dalle sue parole. Mitaka si presenta da Kyoko per comunicarle che ha rotto il fidanzamento con Asuna e le chiede di uscire insieme il prossimo fine settimana; Kyoko rifiuta perché ha intenzione di andare a visitare la tomba di Soichiro. Il giorno in cui Kyoko va al cimitero Mitaka fa in modo di trovarsi lì prima di lei. Godai corre al cimitero e riesce a bloccarlo prima del suo incontro con Kyoko. I due sono dietro la tomba di Soichiro, ma quando arrivano i genitori di Kyoko ed il signor Otonashi Mitaka esce dal suo nascondiglio: ha l'intenzione di presentarsi come un possibile fidanzato per Kyoko. Il gruppo si sposta in un bar, mentre Kyoko rimane da sola a pregare sulla tomba di Soichiro: nei suoi pensieri ammette di amare Godai anche se si rende conto che lui non ha una posizione. Kyoko scopre Godai dietro la tomba e gli dice che aspetterà fino alla primavera prima di prendere una decisione sul suo matrimonio: le sue parole sono di stimolo per Godai, che si impegnerà per avere un buon lavoro prima di chiedere a Kyoko di sposarlo. |                   |                |
| 77 | Il rifiuto 「あっぱれ五代！たまに見せます男の意地」 - Appare Godai! Tamani mise masu otoko no iji – "Eccellente Godai! A volte tiro fuori il mio orgoglio di uomo" | 14 ottobre 1987   | 11 maggio 1993 |
| 77 | Godai si rimette subito alla ricerca di un buon posto di lavoro, ma nonostante i suoi sforzi non riesce ancora a trovare una ditta che abbia intenzione di assumerlo. Il direttore dell'asilo, visti i buoni risultati ottenuti, chiede a Godai di preparare i giochi ed organizzare la festa che si terrà a breve. Yagami è sempre alla Mison Ikkoku e non ha ancora intenzione di tornare a casa; una sera, mentre sta preparando i giochi per la festa insieme a Godai e Kyoko, suo padre si presenta con una lettera di raccomandazione per il ragazzo. Godai ha un moto di orgoglio e rifiuta la lettera: anche se è per una ditta solida preferisce ottenere un lavoro con le sue forze senza fare affidamento sugli altri. Il padre di Yagami rispetta la sua decisione, e la ragazza, grazie anche alle parole di Godai, si convince a tornare a casa. Kyoko è convinta che Godai riuscirà comunque a trovare un lavoro anche da solo ed accetta il suo invito a vedere la festa dell'asilo. Qui si accorge che Godai è felice e svolge il suo lavoro con passione ed è orgogliosa di lui. |                   |                |
| 78 | Il segreto 「それは秘密です！五代のバイト奮闘記!!」 - Sore wa himitsu desu! Godai no baito funtōki!! – "È un segreto! Il diario del massimo impegno nel part-time di Godai!" | 21 ottobre 1987   | 12 maggio 1993 |
| 78 | Godai sta festeggiando il nuovo lavoro di Sakamoto, ottenuto grazie alla lettera di presentazione del padre di Yagami. Dopo una serata di baldoria i due si svegliano in una camera del “Cabaret Bunny”, il locale notturno dove hanno chiuso i loro festeggiamenti. Il padrone del Cabaret pretende che i due saldino il conto lavorando per lui, dovranno convincere le persone ad entrare nel locale. Sakamoto se ne va quasi subito e Godai dovrà pagare da solo il debito. Purtroppo tra i clienti del locale c’è anche Yotsuya: Kyoko crede che Godai (assente da casa) sia ancora alla ricerca di un lavoro e Yotsuya non le dirà niente soltanto se il ragazzo pagherà le sue consumazioni. Il debito di Godai aumenta sempre di più e la sera successiva al Cabaret si presentano anche Akemi e Ichinose insieme a Yotsuya. Godai vorrebbe spiegare tutto a Kyoko, ma si vergogna troppo ed il lavoro notturno gli impedisce di presentarsi alle ditte per i colloqui; la situazione si fa pesante per lui, che sta iniziando a trascurare anche il lavoro all’asilo ed è costretto a subire il ricatto dei suoi coinquilini. |                   |                |
| 79 | Sogni infranti 「響子さんゴメンネ！涙・涙の愛妻弁当?!」 - Kyōko-san gomen'ne! Namida·namida no aisai bentō?! – "Signora Kyoko, mi scusi! Il 'pranzo dell'amata moglie' tra un mare di lacrime?!" | 28 ottobre 1987   | 13 maggio 1993 |
| 79 | Godai è sempre alla ricerca di un lavoro, ma adesso inizia a pensare che un impiego come maestro d’asilo potrebbe essere la soluzione migliore per lui. Su suggerimento del direttore del Cabaret lascia il suo lavoro al locale notturno impegnandosi a saldare il debito in altri modi, così Yotsuya , Ichinose e Akemi non potranno più bere a sue spese. Di rientro a casa confida a Kyoko di aver deciso di lavorare come maestro d’asilo e lei è entusiasta della sua scelta. La mattina seguente Godai vuole chiedere al direttore dell’asilo di assumerlo, accetterà la sua proposta di lavoro; purtroppo il direttore ha già trovato un insegnante a tempo pieno ed è costretto a licenziarlo. L’ultimo stipendio di Godai è destinato a saldare il debito con il Cabaret, ma la somma è insufficiente e dovrà lavorare ancora per loro. Godai si trova in grosse difficoltà: non ha ancora detto niente a Kyoko (che è convinta che lui lavori ancora all’asilo) e Yagami, dopo un incontro con Sakamoto, lo ha visto al Cabaret e crede che dopo il rifiuto della lettera di presentazione del padre lavori a tempo pieno al locale notturno. |                   |                |
| 80 | Pranzetti deliziosi 「五代ドッキリ！突然八神のバニーガール!!」 - Godai dokkiri! Totsuzen Yagami no banigaru!! – "Tuffo al cuore di Godai! Un'improvvisa Yagami bunny girl!" | 4 novembre 1987   | 14 maggio 1993 |
| 80 | Yagami va alla Maison Ikkoku per parlare con Kyoko. Una telefonata interrompe il colloquio tra le due, Ichinose parla con Yagami e scopre che Godai è tornato a lavorare al Cabaret; la sera stessa si presenta al locale con Yotsuya e Akemi per bere a spese del ragazzo. Al mattino Godai si alza presto; Kyoko (come fa da alcuni giorni) dà al ragazzo il cestino con il pranzo. Yagami va al Cabaret per parlare con Godai, ma lui è fuori per lavoro: per aiutarlo decide di lavorare nel locale come hostess (senza dire di essere minorenne); il suo piano naufraga quando Godai rientra e spiega la situazione al direttore. Godai si ribella ai suoi coinquilini e promette che parlerà con Kyoko vanificando il loro ricatto; lei però assiste per caso alla discussione e scopre il lavoro del ragazzo. Al rientro a casa Kyoko trova Yagami: la ragazza le dice che Godai ha lasciato il lavoro all’asilo e scappa in lacrime. Godai non riesce a parlare con Kyoko, ma lei (un po’ arrabbiata) gli dice che sa già tutto. Il giorno dopo una ex collega di Godai si presenta alla Maison Ikkoku e spiega a Kyoko e Ichinose che il ragazzo non lavora più all'asilo solo perché è stato sostituito da un altro insegnante. Kyoko si rende conto che Godai le ha taciuto tutto per non preoccuparla, e attende il suo rientro per scusarsi. Al mattino dopo Godai, uscendo di casa, riceve da Kyoko un cestino del pranzo speciale con un messaggio di incoraggiamento per il suo lavoro. |                   |                |
| 81 | Il ritorno 「愛の執念！明日菜はやっぱり懲りない女」 - Ai no shūnen! Ashita na hayappari kori nai onna – "Ossessione d'amore! Come si poteva immaginare, Asuna non è una donna che si arrende" | 11 novembre 1987  | 15 maggio 1993 |
| 81 | Godai è stato assunto al Cabaret, dovrà occuparsi dell’asilo interno e continuare il suo lavoro di addetto pubblicitario. Mitaka passa a prendere Kyoko per portarla a lezione di tennis; alla Maison Ikkoku ha uno scontro verbale con Godai al quale dice di essere in netto vantaggio su di lui come pretendente per Kyoko: ha già l’approvazione dei suoi genitori ed il lavoro di Godai non gli permette di garantire un futuro sereno alla ragazza. Asuna si presenta al circolo di tennis, la ragazza non riesce a stare lontana da Mitaka e con la scusa di imparare a giocare cerca di frequentarlo. Mitaka vuole mettere le cose in chiaro con i genitori di Asuna e si presenta da loro per dire che non vuole sposare la ragazza; qui trova anche i suoi genitori e lo zio, tutti entusiasti per il matrimonio che si prospetta. Mitaka dice chiaramente davanti a tutti che non ha alcuna intenzione di sposare Asuna; a queste parole la ragazza tenta di suicidarsi con un coltello perché non riesce a vivere senza di lui, ma Mitaka riesce a bloccarla appena in tempo. Fortunatamente si tratta solo dell'immaginazione di Mitaka, ma il gesto estremo immaginato sembra rendergli quasi impossibile opporsi a questo matrimonio. Nel frattempo Godai riceve da Kasumi (una collega del Cabaret) una lettera in cui lei gli affida i suoi due figli; dopo aver letto la lettera Godai scopre che Kasumi è sparita lasciando i bambini all’asilo del locale. |                   |                |
| 82 | I due bambini 「満点パパ！五代くんの子育てストーリー」 - Manten papà! Godai-kun no kosodate sutori – "Un papà da dieci e lode! La storia di Godai che diventa padre" | 18 novembre 1987  | 16 maggio 1993 |
| 82 | Dopo la fuga di Kasumi Godai porta i suoi due figli a casa. Il piccolo Taro si trova molto bene con Godai e Kyoko riesce a far stare perfettamente a suo agio la neonata Hanako. La passione con la quale Godai e Kyoko si prendono cura dei bambini non passa inosservata, tutti gli inquilini della Maison Ikkoku (compresa Yukari, giunta da poco a casa di Godai) pensano di avere a che fare con una famiglia felice. Godai, con l'aiuto del direttore del Cabaret, riesce a rintracciare Kasumi a casa sua per chiederle di riprendersi i bambini. Qui scopre che la donna si è separata dal marito e sta cercando un nuovo compagno. Kasumi promette a Godai di riprendersi i figli dopo una settimana, il tempo che lei reputa necessario per la sua ricerca, ma fugge senza dare ulteriori spiegazioni. Intanto Mitaka, dopo aver detto ai suoi genitori che vuole fargli conoscere la donna che ama, chiama la madre di Kyoko per organizzare un vero e proprio incontro matrimoniale: lui, Kyoko ed i genitori di entrambi. La madre di Kyoko è entusiasta pensando che la figlia si possa sposare di nuovo e, con uno stratagemma, la convince a partecipare all'incontro. |                   |                |
| 83 | Incontro a sorpresa 「追いかけてヨコハマ響子さんが逃げる?!」 - Oi kakete yokohama Kyōko-san ga nige ru?! – "Inseguimento a Yokohama. La signora amministratrice è scappata?!" | 25 novembre 1987  | 17 maggio 1993 |
| 83 | Sabato, ora di pranzo: Kyoko attende i genitori per la festa in onore del compleanno del padre. La settimana che Kasumi si è presa sta finendo, in giornata verrà a riprendersi i bambini e Godai si dovrà occupare di loro da solo. Mitaka si presenta a prendere Kyoko e lei si insospettisce: non era prevista la sua presenza con loro. All'arrivo al ristorante Kyoko si accorge che sono presenti anche i genitori di Mitaka e capisce che è stato organizzato un Miai per prometterla in sposa al suo maestro di tennis. Alla Maison Ikkoku, intanto, non si trova più Taro: il bambino è entrato di nascosto nella macchina di Mitaka ed ora è al ristorante con loro. Kyoko telefona subito a casa e chiede a Godai se può venire a riprenderlo, sperando che questo possa interrompere il pranzo. Godai si precipita subito al ristorante con Hanako, ha intuito che Kyoko è in difficoltà e vuole darle una mano. Al suo arrivo non trova Kyoko, ed i suoi genitori lo cacciano fuori dalla sala dopo avergli riconsegnato Taro. Godai trova Mitaka nel giardino del ristorante, che lo accusa di aver mandato Taro con loro per disturbargli; in ogni caso lui ha l'approvazione dei suoi genitori e di quelli di Kyoko ed il suo matrimonio con la ragazza è vicino. I due passeranno la notte insieme e Kyoko non tornerà a casa. Godai non può replicare e se ne va; Kyoko parte con Mitaka senza sapere quali siano le sue intenzioni e non riesce a parlare con Godai. Kyoko scoprirà solo a tarda sera che Mitaka non ha intenzione di riportarla a casa perché vuole che passi la notte insieme a lui. Godai nel frattempo è sulla porta di casa in attesa con i bambini, l'ora è tarda ma ancora non si sono fatte vedere né Kyoko né Kasumi... |                   |                |
| 84 | Una notte fuori casa 「疑惑1000%響子のスキャンダルナイト」 - Giwaku sen-pāsento Kyōko no scandal night – "Dubbio al 1000% la scandalosa notte di Kyoko" | 2 dicembre 1987   | 18 maggio 1993 |
| 84 | Kyoko è sempre fuori con Mitaka; alla Maison Ikkoku si presenta il padre che vuole parlare con lei e, non trovandola, decide di andare a cercarla. Godai affida i bambini alla nonna (che è da lui già da qualche giorno) e parte insieme al signor Chigusa. Mitaka tenta ancora di convincere Kyoko a trascorrere la notte in albergo con lui, ma lei rimane in silenzio. Mitaka si accorge che Kyoko non riesce a trovare le parole per rifiutare la sua proposta e glielo dice. Kyoko è dispiaciuta e scoppia a piangere: non voleva ferirlo, ma è molto confusa e non può accettare la sua proposta. Mitaka, che si accontenta di avere ancora la speranza di stare insieme a lei, rinuncia alla sua idea e la lascia libera di rientrare a casa. Godai e il padre di Kyoko sono sempre a giro ma non trovano Mitaka e Kyoko. I due stanno per rientrare e Godai confida al signor Chigusa che si è messo alla ricerca di Kyoko perché il suo più grande desiderio è quello di sposarla; l’uomo però si è addormentato e non ha sentito le sue parole. Al rientro a casa trovano Kyoko sulla porta, che spiega loro di essere rientrata molto tardi ma ha trascorso la notte a casa. Nel pomeriggio Godai e Kyoko attendono l’arrivo di Kasumi insieme ai bambini. Tra i due c’è tensione per quanto è accaduto, si chiariranno soltanto con uno strano colloquio con Taro: parlano dell'attesa di Kasumi e della fiducia che il bimbo ha verso la madre, ma si riferiscono a loro stessi. Kasumi non arriva e Taro inizia a perdere la speranza di rivedere sua madre; la donna però è già alla Maison Ikkoku, stava riposando in una stanza libera. Tutto torna a posto: Kasumi si riporta i bambini a casa ed i rapporti tra Kyoko e Godai tornano sereni. |                   |                |
| 85 | La sfida 「ここが正念場！五代と三鷹宿命の対決」 - Koko ga shōnenba! Godai to Mitaka shukumei no taiketsu – "Ora è il momento cruciale! Il confronto del destino tra Godai e Mitaka." | 9 dicembre 1987   | 19 maggio 1993 |
| 85 | Godai deve sostenere un esame fondamentale per la laurea e sta studiando, anche se i coinquilini sono chiassosi come al solito. Il giorno prima dell’esame Godai ha lezione ed esce di buonora; Kyoko gli chiede di rientrare presto perché vuole cenare insieme a lui e Yukari. Lo zio di Mitaka prosegue nel suo lavoro per organizzare il matrimonio del ragazzo; Asuna si presenta al campo da tennis e dopo la lezione comunica a Mitaka che adesso loro sono fidanzati e che lei non dà importanza a quanto è successo tra lui e Kyoko. Mitaka vuole parlare con i genitori di Asuna per ribadire che non vuole sposarla, ma non li trova perché sono fuori città per alcuni giorni. Intanto Godai ha deciso di parlare apertamente con Mitaka, vuole che lasci perdere Kyoko. I due decidono di risolvere la questione battendosi. Il loro piano viene vanificato da un poliziotto che li segue e fa in modo che i due non si azzuffino. Godai e Mitaka non possono fare altro che fermarsi accanto ad un distributore di bibite e passano la serata bevendo birra, rinunciando al proposito di battersi. Mitaka rientra a casa ubriaco barcollando; davanti alla porta del suo appartamento trova Asuna, preoccupata per lui. Godai sta rientrando quando alla stazione trova Kyoko: è tardi, il mattino dopo ha l’esame e la cena è saltata. Kyoko si accorge che Godai ha trascorso la sera bevendo e, delusa e con le lacrime agli occhi, gli dà un sonoro schiaffo. |                   |                |
| 86 | Rivelazioni 「衝撃の一夜！明日菜のサラダ記念日?!」 - Shōgeki no ichiya! Ashita na no sarada kinenbi?! – "Una notte scioccante! Salad di Asuna, un giorno da ricordare?!" | 16 dicembre 1987  | 20 maggio 1993 |
| 86 | Kyoko, dopo aver schiaffeggiato Godai, lo accusa di essere una persona di cui non ci si può fidare e privo di forza di volontà e torna a casa in lacrime. Asuna confida a Mitaka che vuole annullare il fidanzamento visto che lui non ha alcuna intenzione di sposarla; mentre scende le scale del palazzo si accorge che la sua cagnolina è entrata in casa di Mitaka e torna a prendersela. Appena apre la porta trova l'uomo steso a terra e tenta di rialzarlo ma lui le frana addosso; nella caduta le labbra dei due si toccano e Asuna crede che Mitaka la stia baciando. Il mattino seguente Mitaka si sveglia nel suo letto e non ricorda quasi niente della notte precedente, solo che Asuna era sulla porta del suo appartamento e che forse ha trascorso la notte con lui. Per capire cosa è successo va a casa Kujo per parlarle ma qui scopre che Asuna, dopo aver lasciato alla madre una lettera in cui chiede di rimandare il fidanzamento, è da sola nella casa al mare per riflettere. Intanto Godai sostiene il suo esame ed è triste perché Kyoko non si è fatta vedere. Le parole della ragazza però non sono cadute nel vuoto, e Godai si impegnerà al massimo per laurearsi: per studiare in un ambiente più tranquillo decide di trasferirsi temporaneamente al Cabaret, dove potrà anche continuare il suo lavoro all’asilo interno. Mitaka raggiunge Asuna; quando scopre che hanno trascorso la notte insieme e lei gli dice che non vuole sfruttare l’occasione per costringerlo a sposarla comincia a credere di aver abusato di lei. |                   |                |
| 87 | Falsa notizia 「明日菜が妊娠？三鷹びっくり結婚宣言!!」 - Ashita na ga ninshin? Mitaka bikkuri kekkon sengen!! – "Asuna incinta?! La sorprendente dichiarazione di matrimonio di Mitaka!" | 23 dicembre 1987  | 21 maggio 1993 |
| 87 | Asuna si presenta al campo da tennis e dice a Mitaka che presto ci sarà un lieto evento in famiglia. Ichinose e le altre allieve capiscono subito che Asuna è incinta e credono che Mitaka sia il padre del bimbo. Ichinose riporta a Kyoko la notizia; nello stesso momento Mitaka viene a prendere Kyoko per un incontro nel quale le spiega la situazione e, da perfetto gentiluomo, rinuncia per sempre a lei dicendole addio. Mitaka non vuole sottrarsi alle sue responsabilità e chiede ai signori Kujo la mano di Asuka. Al termine della cerimonia di fidanzamento Asuna chiede consiglio a Mitaka sul nome da dare al piccolo; i nomi proposti non sembrano adatti a dei bambini e Mitaka scoprirà con grande sorpresa che lei non è incinta e che il lieto evento riguarda la sua cagnetta Salad. Kyoko ricomincia a frequentare il circolo di tennis dal quale mancava dopo il suo fallito incontro matrimoniale; vedendo Mitaka gli dice che conosce tutta la situazione, sa che lui non ha messo incinta Asuna e gli fa di nuovo i suoi auguri per una vita felice. |                   |                |
| 88 | La visita 「愛ふたたび？こずえが残したキスの味!!」 - Ai futatabi? Kozue ga nokoshita kiss no aji!! – "Di nuovo amore? Il sapore lasciato dal bacio di Kozue!" | 6 gennaio 1988    | 22 maggio 1993 |
| 88 | Mitaka raggiunge Godai al Cabaret; i due hanno un aspro colloquio nel quale Mitaka non riesce a tenere a freno la rabbia per quanto è accaduto, ma alla fine chiede a Godai di prendersi cura di Kyoko e di renderla felice. Kozue incontra un suo vecchio compagno di scuola che le chiede di sposarlo; la ragazza è confusa e sorpresa e prima di dare una risposta vorrebbe parlare con Godai. Nel frattempo Asuna è a cena a casa di Mitaka, i genitori e lo zio del maestro sono entusiasti di lei e anche lui pare contento; la sua però è solo un’abile simulazione ed Asuna si accorge che non è felice come lascia credere. Mitaka mette da parte il rancore che lo anima da quando ha scoperto che non era obbligato a sposare Asuna e le dice che farà di tutto perché entrambi possano vivere felici. Kozue è alla Maison Ikkoku per parlare con Godai, lei e Kyoko (alla quale sono stati affidati dei doni per il ragazzo) andranno a trovarlo al Cabaret. Kyoko non è molto convinta ma accompagna la ragazza. Kozue, rimasta da sola con Godai per parlargli in privato, scopre che lui è fuori casa per preparare gli ultimi esami e non riesce a dirgli della proposta di matrimonio che ha ricevuto. I due stanno passeggiando quando Kozue, con un gioco innocente, fa chiudere gli occhi a Godai e lo bacia. Kyoko, che si stava incamminando per rientrare a casa, passa vicino ai due proprio nel momento in cui Kozue sta baciando Godai ed assiste incredula alla scena... |                   |                |
| 89 | Proposta di matrimonio 「結ばれぬ愛！五代と響子今日でお別れ?」 - Musuba renu ai! Godai to Kyōko kyō deo wakare? – "Un amore che non riesce a realizzarsi! Godai e Kyoko oggi si diranno addio?" | 13 gennaio 1988   | 23 maggio 1993 |
| 89 | Dopo la scena del bacio tra Godai e Kozue Kyoko è molto triste e silenziosa. Gli esami universitari sono finiti e Godai rientra a casa; ad attenderlo c'è Kyoko che si dimostra molto fredda nei suoi confronti. Il giorno dopo Godai incontra Kozue per chiederle spiegazioni e dirle che dopo la laurea vuole chiedere la mano di Kyoko. Le sue parole, però, vengono completamente fraintese dalla ragazza: lei è convinta che Godai voglia sposarla e pensa di rifiutare la proposta di matrimonio del suo amico. Godai non riesce a spiegarsi con lei e torna pensieroso a casa. Kyoko è all'ingresso e, dopo avergli detto che lo ha visto baciare Kozue, gli chiede il perché del suo gesto. Dopo un acceso colloquio tra i due Kyoko, con un gioco simile a quello di Kozue, fa chiudere gli occhi a Godai e lo bacia: si rende conto della buona fede del ragazzo e lo perdona. La sera successiva tutti sono al Cha-Cha Maru per festeggiare l'anno nuovo, i rapporti tra Godai e Kyoko sono molto sereni e sembrano una coppia di fidanzatini. Improvvisamente arriva Kozue che, piangendo, dice a Godai di essersi comportata male: ha rifiutato la proposta di matrimonio del suo amico perché Godai le aveva chiesto di sposarlo. Le sue parole sconvolgono tutti e Kyoko, dopo aver dato uno schiaffo a Godai, se ne torna a casa. Godai la rincorre per spiegarle che è tutto un equivoco ma la delusione e l'orgoglio hanno la meglio: Kyoko vuole che Godai se ne vada dalla Maison Ikkoku immediatamente. Al suo rifiuto Kyoko prenderà una decisione drastica: la mattina successiva all'alba esce di casa con una valigia e se ne va portando con sé Soichiro. |                   |                |
| 90 | Il nuovo gestore 「響子さん引退！一刻館は遠い想い出？」 - Kyōko-san intai! Ikkoku-kan wa tōi omoide? – "La signora Kyoko si ritira! Casa Ikkoku è un lontano ricordo?" | 20 gennaio 1988   | 24 maggio 1993 |
| 90 | Kyoko è a casa dei suoi genitori. Godai va dai Chigusa per parlarle ma lei si nega. Il ragazzo grida a Kyoko che Kozue si è inventata tutto e che lui non le ha mai chiesto di sposarla; Kyoko lo scaccia dicendogli di non presentarsi più. La madre di Kyoko capisce che Godai è interessato alla figlia e che lei probabilmente è innamorata di lui, ma quando cerca di parlarle lei reagisce bruscamente e si allontana lasciando il discorso in sospeso. Godai, nonostante le parole di Kyoko, per una settimana si presenta tutti i giorni da lei per cercare di parlarle. La madre della ragazza inizia a provare simpatia per lui e, per quanto le è possibile, cerca di convincere la figlia ad ascoltarlo. Kyoko è sempre decisa a non parlare con Godai ma al tempo stesso sembra quasi attendere la sua visita. Il tempo sembra avere ammorbidito Kyoko, che si dice disposta ad ascoltare Godai il giorno successivo. Il padre della ragazza, intanto, è andato dal signor Otonashi per informarlo che Kyoko ha lasciato la Maison Ikkoku. Otonashi si reca subito alla casa, che trova sporca e in abbandono. Occorre un nuovo amministratore, e una soluzione rapida è quella di dare il compito a Godai che da questo momento dovrà svolgere le funzioni di Kyoko. Otonashi chiama Kyoko per dirle che ha trovato un nuovo amministratore e che può prendersi tutto il tempo che vuole. Le sue parole sconvolgono Kyoko: stava iniziando a pensare di tornare a breve alla Maison Ikkoku ed è agitata perché Godai non si è fatto vedere; lui però è troppo occupato nel suo nuovo lavoro e sta pulendo la casa e, per la prima volta da quando se n'è andata, non può andare a casa Chigusa. |                   |                |
| 91 | Tentazioni 「響子ガク然！朱美と五代は意外な関係?!」 - Kyōko gaku zen! Akemi to Godai ha igai na kankei?! – "Kyoko Allibita! Un rapporto inaspettato tra Akemi e Godai?" | 27 gennaio 1988   | 25 maggio 1993 |
| 91 | Kyoko riflette su quanto le ha detto il signor Otonashi e decide di andare a visitare la Maison Ikkoku. Per strada si ferma al Cha-Cha Maru, dove trova tutti gli inquilini della pensione tranne Godai, impegnato nel lavoro. Akemi chiede a Kyoko se può tentare di conquistare Godai; a queste parole Kyoko le dice che può fare quello che crede. Ichinose convince Kyoko a passare a salutare il nuovo gestore; quando Kyoko si accorge che è Godai non si ferma e torna a casa. Akemi spiega che non ha alcun interesse per Godai, il suo scopo è solo quello di scuotere Kyoko per convincerla a tornare a casa. La sera Akemi chiama Godai al Cabaret e gli chiede di raggiungerla; la ragazza si trova in un albergo ad ore, Godai è molto imbarazzato ma sale per riportarla a casa. La ragazza è completamente ubriaca e Godai fa molta fatica per metterla in piedi. Quando i due escono dall’albergo si imbattono in Kozue che, scioccata, non rivolge parola a Godai. Il giorno seguente Ichinose va a casa Chigusa: parlando con Kyoko le spiega che Godai non ha mai chiesto a Kozue di sposarlo e che comunque i due hanno rotto qualsiasi legame. Kyoko decide di tornare a casa; lungo la strada incontra Kozue che le chiede di parlarle. Kozue sa che Godai ama un’altra donna: Kyoko pensa che stia parlando di lei, ma quando le dice di aver visto Godai insieme ad Akemi in un albergo ad ore rimane sconvolta dalla notizia. |                   |                |
| 92 | La dichiarazione 「こずえちゃん結婚！五代の愛は永遠に?!」 - Kozue-chan kekkon! Godai no ai wa eien ni?! – "La piccola Kozue si sposa! L'amore di Godai per sempre?" | 3 febbraio 1988   | 26 maggio 1993 |
| 92 | Dopo il colloquio con Kozue Kyoko è molto turbata; sulla strada per la Maison Ikkoku si ferma al Cha-Cha Maru e chiede ad Akemi se la storia dell’albergo è vera e lei conferma che era insieme a Godai. Kyoko rimane come pietrificata e si scuote solo quando arrivano Ichinose e Godai. Godai cerca di spiegarsi con Kyoko, i due hanno un aspro colloquio ed il ragazzo arriva quasi a picchiare Kyoko che si rifiuta di ascoltare le sue parole. Kyoko scappa, è decisa a non ritornare mai più alla Maison Ikkoku. Godai la insegue e la convince ad ascoltare la sua versione dei fatti; le sue parole, però, non impressionano Kyoko che continua a chiedergli perché cerchi sempre altre donne. Godai risponde con una dichiarazione d’amore: ama Kyoko da quando l’ha conosciuta, e non ci saranno mai altre donne all’infuori di lei. Nel frattempo Kozue ha incontrato Yotsuya che le ha spiegato che Godai era con Akemi soltanto per riportarla a casa. Godai va al lavoro al Cabaret e qui trova Kozue: per lui è l’occasione giusta per troncare il loro rapporto. Godai e Kozue si allontanano dal locale e, anche se con molto imbarazzo, si chiariscono: Godai dice di amare un’altra donna e che non può sposarla, lei appare sollevata perché non riusciva a dirgli che aveva accettato di sposare l’amico che le aveva fatto la proposta di matrimonio. Godai e Kozue si salutano facendosi gli auguri per una vita felice; intanto Kyoko è tornata alla Maison Ikkoku e nella sua stanza spoglia riflette sulla dichiarazione d’amore di Godai. |                   |                |
| 93 | Il lavoro 「春の予感？ふたりの心は熱いトキメキ!!」 - Haru no yokan? Futari no kokoro wa atsui tokimeki!! – "Presentimento di primavera? I loro cuori battono appassionatamente!" | 10 febbraio 1988  | 27 maggio 1993 |
| 93 | Godai ha superato l'esame e sta per laurearsi. A casa lo attendono ma lui tarda a rientrare, è andato a trovare il direttore dell’asilo (che gli procura un colloquio nel miglior asilo privato di Tokyo) e sta festeggiando con i colleghi del Cabaret. Alla Maison Ikkoku pensano che sia stato bocciato e quando rientra quasi non credono che sia riuscito a superare un importante esame. Il giorno dopo Godai ha il colloquio; rientrando a casa trova Kyoko ad aspettarlo alla stazione. I due sono soli in casa quando chiama la direttrice dell’asilo: ritiene che Godai sia bravissimo ma affida il lavoro ad un’altra persona. Godai è abbattuto: Kyoko, riprendendo un discorso interrotto la sera precedente, gli dice che è molto confusa perché lo ama ma non è ancora riuscita a dimenticare Soichiro. Godai ammette di trovarsi in difficoltà pensando a quanto sia importante per lei l’ex marito ma comprende i suoi sentimenti e non ha alcuna intenzione di mettersi in competizione con Soichiro. Kyoko chiede a Godai di avere molta pazienza; lui la abbraccia dicendole che deve solo lasciarsi andare e i due, mentre guardano la neve che cade, si baciano dolcemente. Il mattino seguente Godai va all’ospedale a trovare il direttore dell’asilo; l’uomo deve lasciare il suo incarico per motivi di salute ed ha scelto Godai come suo sostituto, che da ora avrà un lavoro stabile. Il ragazzo chiama subito a casa: tutti sono felici ed iniziano a festeggiare. Godai vuole chiedere a Kyoko se ha intenzione di sposarlo, ma quando sta per dirglielo cade la linea e lui non ha più soldi per richiamare... |                   |                |
| 94 | Padre geloso 「やったぜ！五代くん決死のプロポーズ!!」 - Yattaze! Godai-kun kesshi no puropozu!! – "Evviva! Godai, la decisa proposta di matrimonio!" | 17 febbraio 1988  | 28 maggio 1993 |
| 94 | Il padre di Kyoko si è ammalato e lei va dai genitori per visitarlo. Mentre è da loro la madre le chiede notizie su come vadano le cose con Godai. Kyoko dice che tra loro c’è qualcosa e che avrebbe intenzione di risposarsi. Sua madre è entusiasta, mentre il padre è contrario ad un nuovo matrimonio. Godai sta pensando a come chiedere a Kyoko di sposarlo senza essere troppo banale: il discorso che si è preparato viene però preso alla lettera dalla ragazza, e quando capisce che deve chiederle di sposarlo senza usare giri di parole viene bloccato da Ichinose e gli altri inquilini che entrano nella stanza di Kyoko per festeggiare. Intanto il padre di Kyoko, ancora febbricitante, esce di casa per convincere Godai a lasciar perdere la figlia. L’uomo, dopo varie peripezie, riesce a trovare Godai al Cabaret e gli dice che è contrario ad un nuovo matrimonio della figlia; subito dopo si addormenta per la febbre. Kyoko, avvisata da Godai, va al Cabaret. Godai prende l’uomo sulle spalle per portarlo a casa; lungo la strada riesce a trovare le parole per chiedere a Kyoko se vuole sposarlo. Kyoko accetta la sua proposta, ma pone una condizione: Godai dovrà vivere più a lungo di lei, anche di un solo giorno, perché non riuscirebbe a stare da sola come le è successo con Soichiro. Godai promette a Kyoko che non la lascerà mai sola; sentendo queste parole il padre di Kyoko dà la sua approvazione al nuovo matrimonio della figlia. |                   |                |
| 95 | Il fidanzamento 「ああ感動！指輪に込めたばあちゃんの愛」 - Aa kandō! Yubiwa ni kome ta baa-chan no ai – "Ah com'è commovente! L'amore della nonnina insito nell'anello" | 24 febbraio 1988  | 29 maggio 1993 |
| 95 | Godai, in occasione del matrimonio di Mitaka, propone a Kyoko di andare a trovare i suoi genitori per presentarla ufficialmente. Kyoko accetta entusiasta: il giorno seguente i due partono per la città di campagna dove la famiglia di Godai ha un ristorante. Kyoko è molto nervosa ed ha paura di non fare una buona impressione con i genitori di Godai, ma le sue preoccupazioni svaniscono quando giungono a destinazione. Grazie a un’idea di Yukari il locale è rimasto aperto come sempre: Godai si arrabbia ma Kyoko si mette ad aiutare i futuri suoceri portando i piatti ai clienti come se fosse una cameriera. Yukari ha voluto un clima molto informale per la presentazione di Kyoko e la sua idea permette ai clienti abituali del ristorante di conoscere la fidanzata di Godai. Durante una pausa di lavoro Yukari presta a Godai tutti i suoi risparmi perché li usi per organizzare il matrimonio con Kyoko. La giornata scorre tranquilla, Kyoko è perfettamente a suo agio ed i genitori di Godai sono felicissimi della loro futura nuora. Yukari dona a Kyoko l’anello che le aveva regalato suo marito e che aveva deciso di dare alla moglie del nipote: ora è possibile festeggiare ufficialmente il fidanzamento tra Godai e Kyoko. |                   |                |
| 96 | Coronamento di un sogno 「この愛ある限り！一刻館は永遠に…!!」 - Kono ai aru kagiri! Ikkoku-kan wa eien ni…!! – "Finché questo amore esisterà! Casa Ikkoku per sempre…!" | 2 marzo 1988      | 30 maggio 1993 |
| 96 | Dopo un anno di fidanzamento si avvicina il giorno delle nozze di Godai e Kyoko. La ragazza sta riordinando il suo appartamento e trova una scatola con degli oggetti appartenuti a Soichiro; decide subito di portarla al signor Otonashi anche se Godai le dice che non dovrebbe separarsene. Kyoko però è decisa e, prima di restituirla a Otonashi, vuole andare al cimitero. Qui trova Godai in preghiera davanti alla tomba di Soichiro ed ascolta in disparte le parole del ragazzo. Godai dice a Soichiro che sa che Kyoko non lo dimenticherà mai: è giusto che sia così, e visto che ama Kyoko accetta il fatto che lei continui a portare l'ex marito nel suo cuore. A queste parole Kyoko si commuove e, sicura che Soichiro sia contento che lei sposi Godai, lo saluta con un addio. Il giorno delle nozze Otonashi dà la sua benedizione a Kyoko augurandole tutta la felicità che non è riuscita ad ottenere con il suo primo matrimonio. Dopo la cerimonia Godai e Kyoko vanno al Cha-Cha Maru a festeggiare con gli amici: qui trovano Mitaka che annuncia che Asuna è incinta e a breve saranno genitori. Dopo la festa Kyoko e Godai tornano alla Maison Ikkoku dove trascorreranno la loro prima notte di nozze in attesa di partire per la luna di miele. Il tempo passa, e dopo un anno le cose sono cambiate: Kozue si è sposata, Mitaka e Asuna sono genitori di due gemelli e attendono il loro terzo figlio, Yagami è all'università ed è sempre innamorata di Godai e Akemi abita in un appartamento sopra il Cha-Cha Maru. Akemi si presenta alla Maison Ikkoku dove, insieme a Ichinose, Kentaro e Yotsuya attende il rientro di Godai e Kyoko dall'ospedale: è appena nata Haruka, la loro figlia, e stanno tornando a casa. Davanti alla porta della Maison Ikkoku Kyoko dice alla figlia che da ora abiterà lì, il luogo dove suo padre e sua madre si sono conosciuti. |                   |                |